# Los Realejos
Los Realejos es un municipio español perteneciente a la isla de Tenerife, en la provincia de Santa Cruz de Tenerife, comunidad autónoma de Canarias. La capital municipal está localizada en el casco urbano de Los Realejos, situado a unos 327 m s. n. m.
El moderno término municipal se formó por la fusión, a mediados del siglo xx, de los municipios de Realejo Alto y Realejo Bajo. El municipio tiene actualmente una población de 37 522 habitantes (INE 2024). Junto con los municipios vecinos de La Orotava y Puerto de la Cruz forma el área metropolitana del Valle de La Orotava con 111 606 habitantes (2024).

## Toponimia
El nombre de Los Realejos fue impuesto en 1954 al unificarse los pueblos de Realejo Alto y Realejo Bajo. Asimismo, el nombre del municipio deriva del término realejo «sitio donde está acampado un ejército», por ser el lugar donde el ejército conquistador castellano había establecido su base en las últimas fases de la conquista de la isla en 1496.
Otra hipótesis plantea que el término de Realejos deriva de sendos campamentos de las fuerzas en conflicto: el Realejo Alto sería el campamento de los conquistadores, mientras que el Realejo Bajo era el de los guanches.

## Símbolos

### Escudo
El escudo heráldico del municipio fue aprobado por acuerdo del Consejo de Ministros de 6 de marzo de 1959, siendo su descripción: «Escudo partido. Primero, de oro, un pendón morado y una añepa guanche con una esterilla de hojas de palma de sinople, cruzados en aspa y coronado por una cruz de Santiago de gules. Segundo, de gules, tres castillos de oro bien ordenados, con una cadena de oro que cuelga de las almenas de los dos castillos del jefe y de cuyo centro pende una llave de oro. Al timbre, Corona Real abierta.»
En el primer cuartel se representan las armas del pueblo de Realejo Alto; el pendón y la añepa o cetro cruzados hacen alusión a la paz firmada entre los conquistadores y los guanches el día de Santiago Apóstol en 1496, de ahí la cruz de la Orden de Santiago. El segundo cuartel representa las armas de Realejo Bajo; tres castillos enlazados por cadenas que representan las antiguas fortalezas que defendían el territorio.

### Bandera
La bandera municipal tiene forma rectangular y está dividida en dos franjas horizontales de igual anchura, siendo la superior de color azul celeste y la inferior de color blanco. En el centro del paño figura el escudo, cuya altura es de 2/5 del ancho de la bandera.

## Geografía
Se sitúa en el norte de la isla, en parte del valle de La Orotava, a 41 kilómetros de la capital, Santa Cruz de Tenerife. Limita con los municipios de Puerto de la Cruz, La Orotava y San Juan de la Rambla.
Tiene una extensión de 57,5 km², ocupando el 12.º puesto de la isla y el 20.º de la provincia.
La máxima altura del municipio se alcanza en la zona conocida como El Cabezón, a 2166 m s. n. m.

### Orografía
La costa de Los Realejos es alta y acantilada, y cuenta con cinco playas de arena negra y callaos: Castro, Los Roques, El Socorro, La Fajana y La Grimona.
Estos rincones costeros poseen características particulares, como La Piedra del Camello, un conjunto rocoso que parece vigilar el litoral; el Callabuzo, un entrante, frecuente paradero de moluscos y coto de caza marina; El Guindaste, un concurrido lugar de baño, con sus saltaderos y un conjunto de piscinas naturales creadas por la acción de erupciones históricas; El Ingenio, La Laja, etc. Pero si hay un rincón costero concurrido y afamado entre los realejeros es, sin ningún género de duda, la playa de El Socorro.[cita requerida]

### Hidrografía

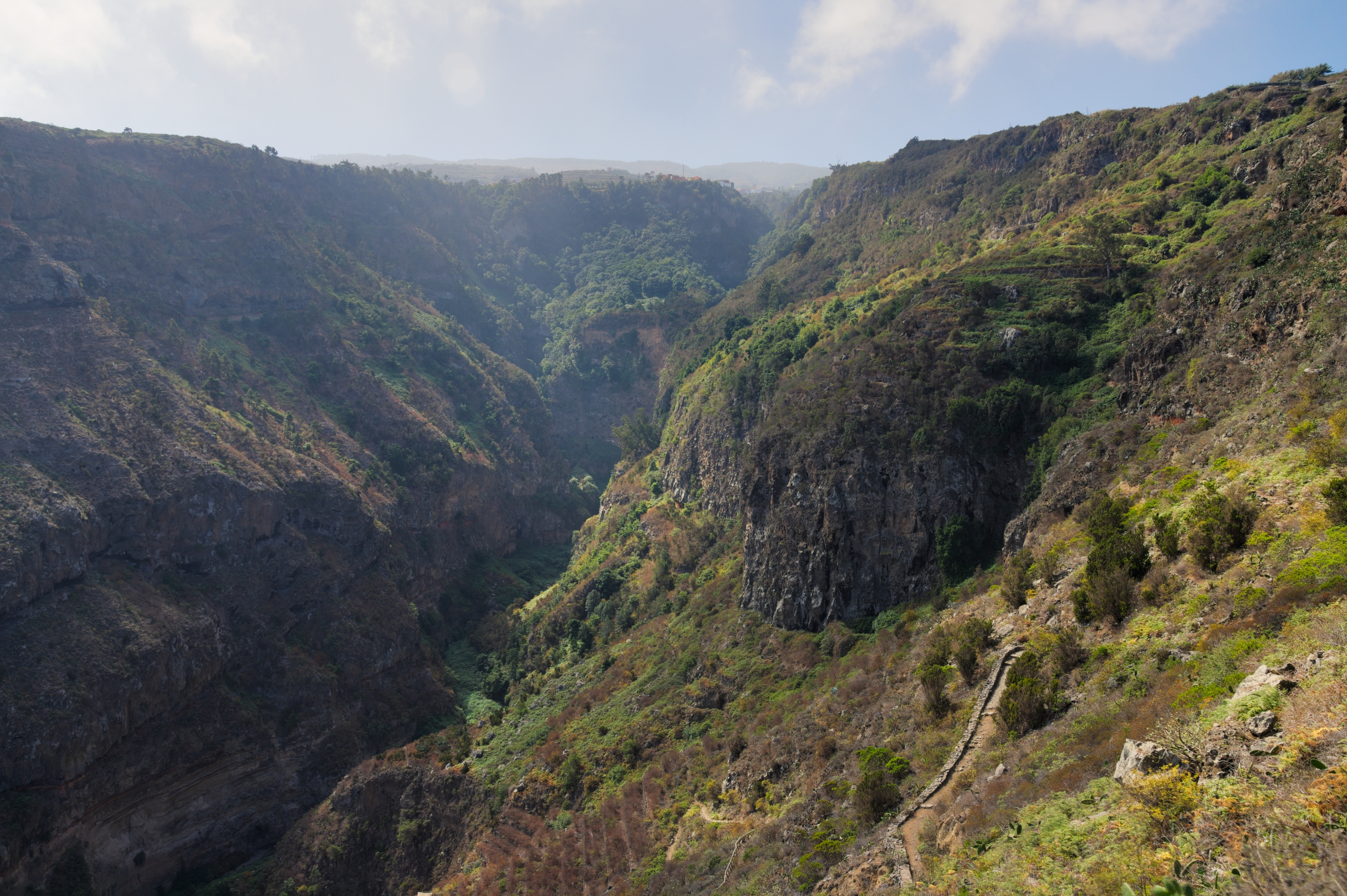
Barranco de Ruíz

Numerosos barrancos atraviesan el municipio, de los que se destacan el barranco de: Cerrudo, Palo Blanco, Godínez, Los Príncipes, Madre Juana, La Torre, El Roque y Ruiz.

### Clima
| Parámetros climáticos promedio de Realejo Alto (1982-2015) | Parámetros climáticos promedio de Realejo Alto (1982-2015) | Parámetros climáticos promedio de Realejo Alto (1982-2015) | Parámetros climáticos promedio de Realejo Alto (1982-2015) | Parámetros climáticos promedio de Realejo Alto (1982-2015) | Parámetros climáticos promedio de Realejo Alto (1982-2015) | Parámetros climáticos promedio de Realejo Alto (1982-2015) | Parámetros climáticos promedio de Realejo Alto (1982-2015) | Parámetros climáticos promedio de Realejo Alto (1982-2015) | Parámetros climáticos promedio de Realejo Alto (1982-2015) | Parámetros climáticos promedio de Realejo Alto (1982-2015) | Parámetros climáticos promedio de Realejo Alto (1982-2015) | Parámetros climáticos promedio de Realejo Alto (1982-2015) | Parámetros climáticos promedio de Realejo Alto (1982-2015) |
| Mes                                                        | Ene.                                                       | Feb.                                                       | Mar.                                                       | Abr.                                                       | May.                                                       | Jun.                                                       | Jul.                                                       | Ago.                                                       | Sep.                                                       | Oct.                                                       | Nov.                                                       | Dic.                                                       | Anual                                                      |
| ---------------------------------------------------------- | ---------------------------------------------------------- | ---------------------------------------------------------- | ---------------------------------------------------------- | ---------------------------------------------------------- | ---------------------------------------------------------- | ---------------------------------------------------------- | ---------------------------------------------------------- | ---------------------------------------------------------- | ---------------------------------------------------------- | ---------------------------------------------------------- | ---------------------------------------------------------- | ---------------------------------------------------------- | ---------------------------------------------------------- |
| Temp. máx. media (°C)                                      | 17.9                                                       | 18.1                                                       | 19.3                                                       | 20.0                                                       | 21.2                                                       | 23.1                                                       | 25.6                                                       | 26.9                                                       | 25.5                                                       | 23.8                                                       | 20.8                                                       | 18.8                                                       | 21.8                                                       |
| Temp. media (°C)                                           | 14.8                                                       | 15.0                                                       | 15.9                                                       | 16.4                                                       | 17.6                                                       | 19.4                                                       | 21.7                                                       | 22.6                                                       | 21.9                                                       | 20.3                                                       | 17.7                                                       | 15.7                                                       | 18.3                                                       |
| Temp. mín. media (°C)                                      | 11.7                                                       | 11.9                                                       | 12.5                                                       | 12.9                                                       | 14.0                                                       | 15.8                                                       | 17.8                                                       | 18.3                                                       | 18.4                                                       | 16.8                                                       | 14.7                                                       | 12.7                                                       | 14.8                                                       |
| Precipitación total (mm)                                   | 64                                                         | 50                                                         | 46                                                         | 23                                                         | 11                                                         | 4                                                          | 1                                                          | 1                                                          | 8                                                          | 42                                                         | 76                                                         | 82                                                         | 408                                                        |
| Fuente: Climate-data.org                                   |                                                            |                                                            |                                                            |                                                            |                                                            |                                                            |                                                            |                                                            |                                                            |                                                            |                                                            |                                                            |                                                            |

### Flora

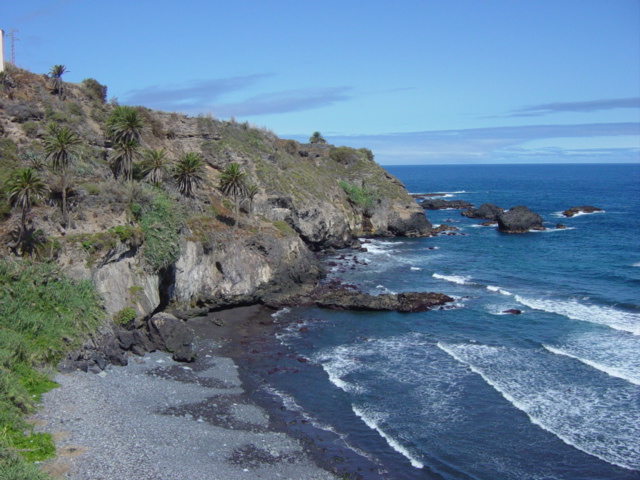
Vegetación en la playa de Castro

El término municipal conserva abundantes muestras de la vegetación típica canaria. En la costa acantilada y rocosa se desarrolla el cinturón halófilo compuesto por matorrales bajos de tomillo marino Frankenia ericifolia y lechuga de mar Astydamia latifolia, con algunos bosquetes de tarajales Tamarix canariensis junto a la desembocadura del barranco de Ruiz. Por encima de la línea costera, y refugiados en los acantilados bajo Icod el Alto, se desarrollan comunidades típicas del bosque termófilo canario, sobresaliendo la presencia de sabinas Juniperus turbinata, tabaibales amargos de Euphorbia lamarckii, matorrales de leña negra Rhamnus crenulata y granadillos Hypericum canariense, así como sauzales de Salix canariensis en los riscos más húmedos y comunidades de bejeques Aeonium canariense con pipes Sonchus congestus en los escarpes. En estas zonas abundan también los matorrales de sustitución compuestos por incienso Artemisia thuscula y vinagreras Rumex lunaria, así como tunerales de Opuntia ssp. y cañaverales y zarzales de Arundo donax y Rubus ulmifolius respectivamente.
Por su parte, son de destacar las formaciones de monteverde seco en las laderas del barranco de Ruiz, compuestos por las especies menos exigentes de la laurisilva como barbusanos Apollonias barbujana o mocanes Visnea mocanera, así como un enclave de laurisilva en la zona de La Fajana del mismo barranco, y un pequeño palmeral de Phoenix canariensis sobre la playa de Castro.
En el área de medianías se encuentra un extenso pinar de Pinus canariensis entremezclado en sus zonas bajas con el fayal-brezal, el codesar de monte de Adenocarpus foliolosus y con plantaciones de castañeros Castanea sativa. En la ladera de Tigaiga, entre los 500 y 1200 metros, se desarrolla un extenso bosque de laurisilva, y en la zona del Andén de los Madroñeros se encuentra un pequeño enclave de fayal de altitud tinerfeño.
Ya en la cumbre, además del pinar, se encuentran comunidades de retama del Teide Spartocytisus supranubius y matorrales de alhelí Erysimum scoparium  y rosalito de cumbre Pterocephalus lasiospermus, sobre todo en la zona de El Cabezón.

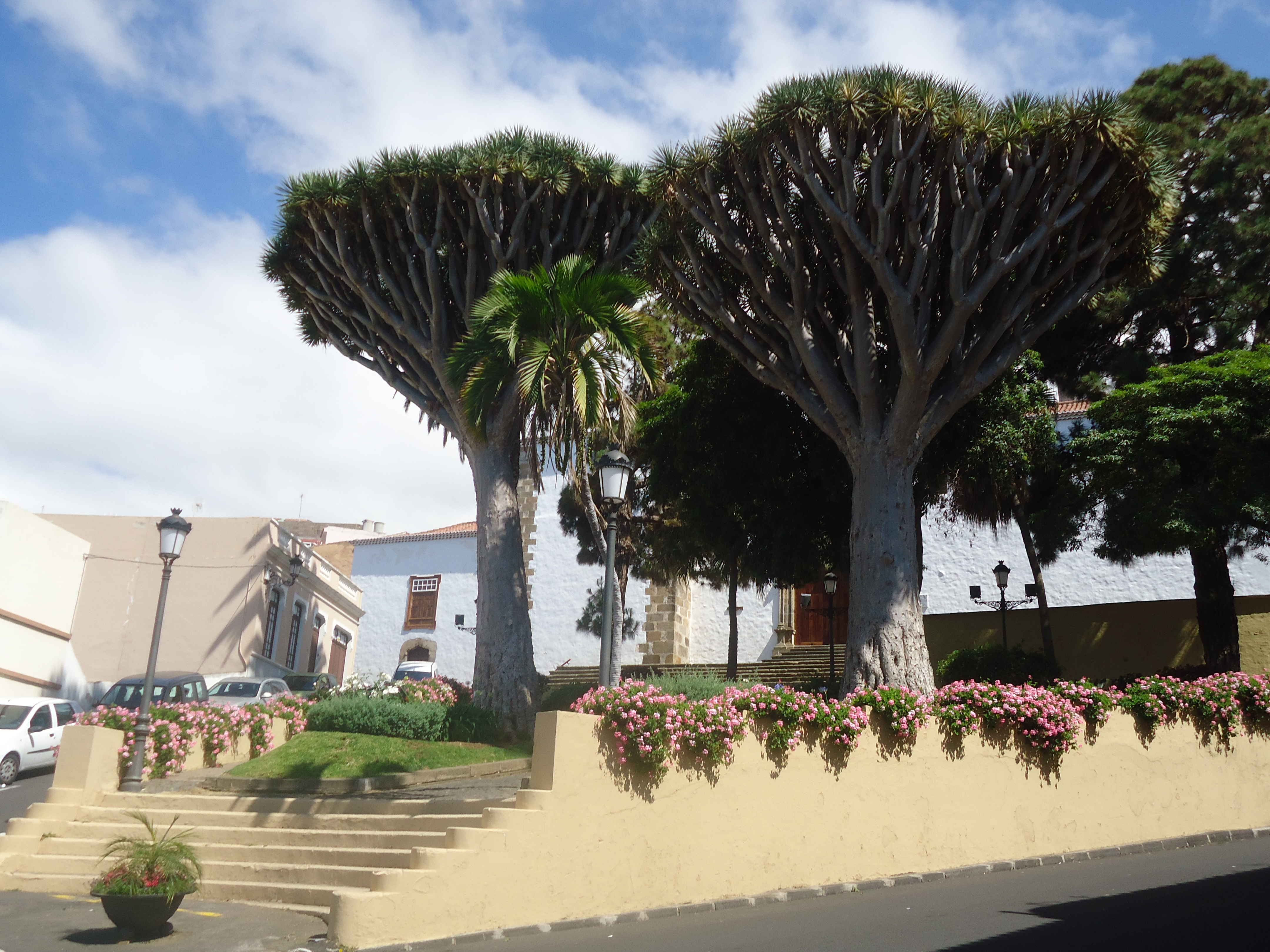
Dragos Gemelos

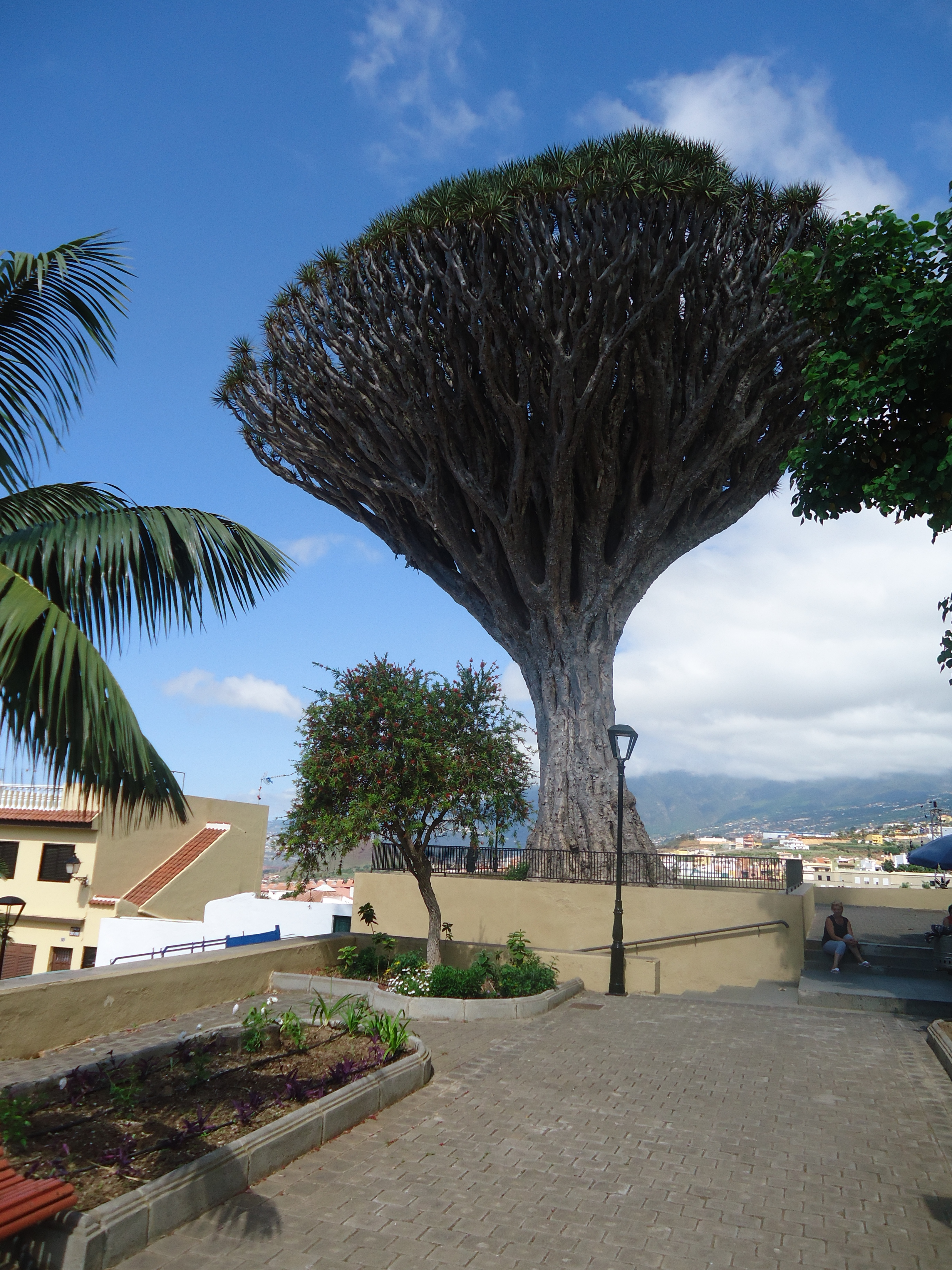
Drago de San Francisco

Entre las especies vegetales del municipio destacan varios ejemplares de drago Dracaena draco, como los de San Francisco en el Realejo Bajo y el de Sietefuentes en San Agustín, ejemplares centenarios de gran porte y catalogados como árboles monumentales; los dragos gemelos del Realejo Bajo; el drago de la Rambla del Mar, que sobresale por encima de las plataneras; los dragos de Tigaiga; y el de la Rambla de Castro, ejemplar que emerge de entre el palmeral.
Del drago de San Francisco, situado en un altozano donde confluyen las calles del Medio y Cruz Verde, han dicho viajeros y escritores de otras épocas que «su aspecto es extraño, se diría el de un enorme candelabro soportando un bosque de yucas. Es ciertamente, uno de los vegetales más raros de la creación y muchos han creído ver bajo su envoltura, la imagen del dragón de la fábula, guardián de las manzanas de oro del Jardín de las Hespérides».[cita requerida]
Otros árboles monumentales del municipio son el Madroño Arbutus canariensis del barranco de Ruíz, clasificado de interés regional por ser uno de los ejemplares más grandes de esta especie de Canarias, y el Barbusano Apollonias barbujana de la travesía del Pino.

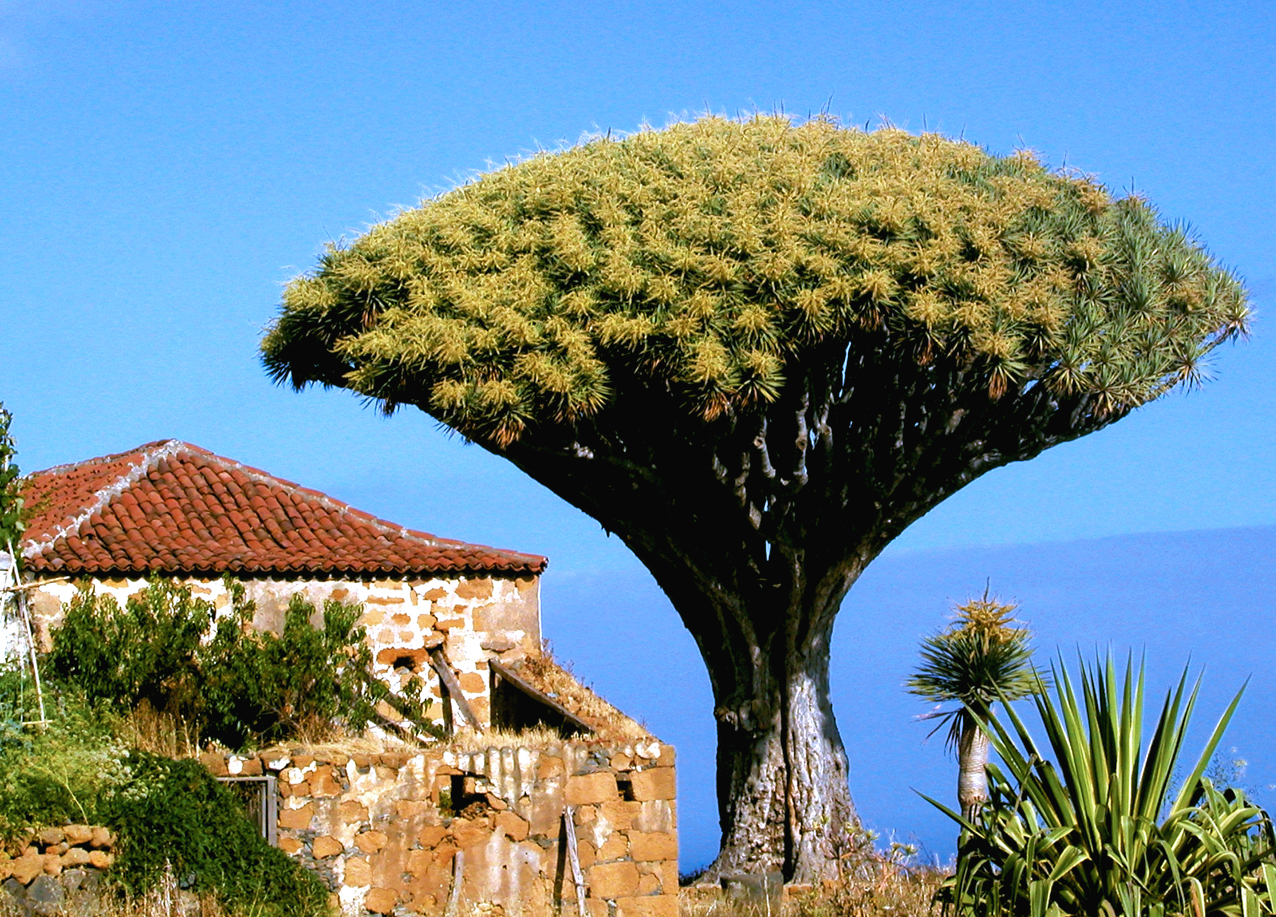
Drago de Siete Fuentes, San Agustín

### Espacios protegidos
El municipio de Los Realejos cuenta con 3.295 hectáreas de espacios naturales protegidos. Posee parte del parque nacional del Teide, del parque natural de la Corona Forestal, del Paisaje Protegido de Campeches, Tigaiga y Ruiz y del sitio de interés científico del Barranco de Ruiz. Íntegramente incluidos en su término municipal se encuentran el paisaje protegido de la Rambla de Castro y el monumento natural de la Montaña de los Frailes.
Todos estos espacios, a excepción de la Montaña de los Frailes, se incluyen también en la Red Natura 2000 como Zonas Especiales de Conservación y Zonas de Especial Protección para las Aves. Asimismo, la franja litoral entre la punta del Guindaste y la zona de Las Puntas, en San Juan de la Rambla, está declarada Zona Especial de Conservación por la presencia de hábitats de cuevas marinas sumergidas o semisumergidas.
Los Realejos cuenta además con los Montes de Utilidad Pública denominados Cumbres del Realejo Bajo y Ladera y Cumbre.

## Historia

### Etapa guanche: antes del sigloxv
El territorio del moderno municipio se ubicaba dentro del menceyato de Taoro.

### Conquista y colonización europeas: siglosxvyxvi
Aquí se dio por concluida la fase bélica de la conquista de Tenerife el 25 de julio de 1496, considerándose esta la fecha fundacional del Realejo Alto. En el sitio donde los ejércitos castellanos establecen el Real (campamento militar) a orillas de un barranco, que posteriormente se denominaría barranco de Godínez, se erige un templo dedicado al Apóstol Santiago, patrón de Castilla y de sus ejércitos, en agradecimiento a este santo por la finalización de la conquista. Se convierte, por tanto, esta iglesia en uno de los primeros templos cristianos que los castellanos edificaron en la isla; el primero tras finalizar la fase bélica conquista. Hoy en día es conocida como parroquia matriz del Apóstol Santiago.
Al otro lado del barranco, que los conquistadores llamarían barranco de Godínez, se encontraban las más fértiles tierras de Tenerife. Los repartos de terrenos o «datas» que se llevaron a cabo en 1499, concluida la conquista, en el antiguo Realexo dejarían aquellas tierras en manos del Adelantado Alonso Fernández de Lugo que las reservaría para sí, fundando allí su Hacienda en la que introdujo el cultivo de la caña de azúcar. Posteriormente, en 1512, el Adelantado instituye su mayorazgo sobre esta propiedad.
En 1499, fecha en la que se realizaron los repartos, podría considerarse como el año de fundación de facto del Realejo de Abajo, y más aún cuando el propio Adelantado, Alonso Fernández de Lugo ordena traer pobladores aborígenes de Gran Canaria para que trabajen en su hacienda azucarera.
Entre la parroquia del Apóstol Santiago, la parroquia de Ntra. Sra. de la Concepción (antiguamente denominadas: de Santa Ana o Santa María) y la Hacienda de El Realejo (hoy Hacienda de Los Príncipes) crecería el Realejo.

### Antiguo Régimen: siglosxviiyxviii
El historiador tinerfeño José de Viera y Clavijo describe los lugares de Realejo Alto y Bajo a finales del siglo xviii de la siguiente manera:

REALEJO DE ABAJO. Dista una legua de La Orotava y 6 de La Laguna. Tiene buenas casas arruadas en calles muy pendientes. Temperie sana, cielo puro, aguas abundantes y buenas, grandes viñas, haciendas, sitios y pagos deliciosos. Hacia Poniente, el alto cerro de Tigayga, con ermita al pie, y en la eminencia la llanura alegre de Icod el Alto. Al Mediodía, la famosa hacienda del Adelantado, llamada de los Príncipes. Al Oriente, la de la Gorvorana del marquesado de la Breña, y el jardín de Zamora. Al Norte, la Rambla, el Burgao, etc., todos terrenos amenísimos. Tiene una hermosa iglesia parroquial de 3 naves, con dos curas beneficiados provisión del rey; un convento de padres agustinos y otro de monjas recoletas de la misma orden; (...); 5 ermitas. Compónese la feligresía de 2.151 personas, de ellas algunas en los pagos de Icod el Alto, Tigayga, la Azadilla, Hoya y La Rambla.
REALEJO DE ARRIBA. Dista un corto paseo del otro. Es lugar también de buen temple, excelentes aguas, huertas, viñas, frutales y arboledas. Tiene muchas casas arruadas en calles. Su iglesia de 3 naves es de las primeras parroquias de Tenerife. Está dedicada a Santiago y se erigiÓ en el sitio donde los conquistadores tenían su real. De aquí el nombre que tiene el pueblo. Sírvenla dos curas beneficiados provisión del rey y algunos sacerdotes. Hay un convento de franciscos recoletos como de 20 frailes, y 5 ermitas. El vecindario es de 2.441 personas, de ellas algunas en los pagos de San Agustín, Cruz Santa, Rosas, El Mocan, etc. Ambos Realejos están dentro del referido Valle de Taoro.
José de Viera y Clavijo, 1772-1773.

### Etapa moderna: siglosxixyxx
El camino hacia la unión los municipios se inicia casi desde la propia constitución de los ayuntamientos de Realejo Alto y Realejo Bajo, al amparo de las Cortes de Cádiz de 1812. Tomando la fecha de 1814 como la posible para la creación del primer Ayuntamiento Constitucional de Realejo Alto (tal y como se puede comprobar en la documentación conservada en el archivo municipal), las corporaciones tardaron poco menos de una década en llevar a efecto la primera unión de hecho de Realejo Alto y Realejo Bajo, que se vino a materializar en febrero de 1823. Con todo, dicha fusión gozaría de corta vida porque la restauración del Antiguo Régimen en octubre de aquel mismo año obligó a ambos pueblos a retomar su antigua condición.
Una segunda tentativa se produciría en 1836, al amparo de la nueva Constitución vigente por aquel entonces. En este nuevo intento de fusión no se llegó siquiera a instaurar un único Ayuntamiento, ya que los miembros del gobierno electo, con carácter interino, apenas habían celebrado dos sesiones cuando se les comunicó el retorno al status quo anterior.
El siglo XIX representa una etapa verdaderamente hostil para el deseo de fusión de ambos pueblos. La inestabilidad política propia de esa centuria se refleja en la frustración de las Corporaciones en todo intento de unificación, hasta el punto de abandonarse la idea durante casi noventa años.
Habría que esperar hasta 1925 para ver incluido en las actas del pleno del Ayuntamiento de Realejo Alto algún punto del orden del día referente a la fusión con el Realejo Bajo. En la sesión del 5 de julio de ese año se aprueba la unión, si bien algunos concejales se retractan de su voto apenas unos días después, ya que las condiciones estipuladas en el acuerdo no parecen convencer a los ediles ni tampoco a un buen número de vecinos. Por primera vez en el largo y dilatado proceso de fusión, se manifiesta un palpable sentimiento de rechazo a la misma. Esta hostilidad explica que la cuestión se resolviera en los tribunales, anulando la Audiencia Provincial el acuerdo dos años después.
El último intento de fusión, antes del definitivo de mediados del siglo XX, es reseñable por su carácter anecdótico. En 1928, el Jefe del Gobierno, Miguel Primo de Rivera visita Canarias, y enterado del fallido asunto de la fusión, se muestra especialmente interesado, tomando partido por la unión e incluso proponiendo el redundante nombre de «Realejos del Rey» para el futuro municipio. Un informe de la Comisión Municipal Permanente de Realejo Alto de finales de 1928 desaconseja rotundamente retomar la cuestión, ya que aún está presente la discordia generada en el año 1925.
El día 8 de diciembre de 1941 se le concede al municipio de Realejo Alto el título de Villa.
Finalmente, el 6 de enero de 1955 se lleva a cabo la fusión en un solo municipio de los ayuntamientos de Realejo Alto y Realejo Bajo, bajo la denominación de Los Realejos.
El llamado Monte de La Corona en Los Realejos fue escenario de uno de los mayores fenómenos sociológicos de la historia de Canarias, porque en él tuvo lugar una presunta aparición mariana en 1992 que congregó a más de dos mil personas que se reunieron a presenciar el acontecimiento.

## Demografía
Los Realejos cuenta con una población de 37 522 habitantes (INE 2024).
| Gráfica de evolución demográfica de Los Realejos entre 1960 y 2021 |
| |
| Población de derecho según los censos de población del INE Población de hecho según los censos de población del INEEntre el censo de 1960 y el anterior, aparece este municipio porque se fusionan los municipios 38500 (Realejo Alto) y 38501 (Realejo Bajo) |

| Gráfica de evolución demográfica de Realejo Alto entre 1842 y 1950 |
| |
| Población de derecho según los censos de población del INE Población de hecho según los censos de población del INEEntre el censo de 1960 y el anterior, este municipio desaparece porque se agrupa en el municipio 38031 (Los Realejos) |

| Gráfica de evolución demográfica de Realejo Bajo entre 1842 y 1950 |
| |
| Población de derecho según los censos de población del INE Población de hecho según los censos de población del INEEntre el censo de 1960 y el anterior, este municipio desaparece porque se agrupa en el municipio 38031 (Los Realejos) |

A 1 de enero de 2013 ocupaba el 7.º puesto en número de habitantes tanto de la isla de Tenerife como de la provincia de Santa Cruz de Tenerife.
La población relativa era de 665,09 hab./km².
Por edades existía un 69 % de personas entre 15 y 64 años, un 16 % mayor de 65 años y un 15 % entre 0 y 14 años. Por sexos contaba con 18 724 hombres y 19 246 mujeres. En cuanto al lugar de nacimiento, el 84 % de los habitantes del municipio eran nacidos en Canarias, de los cuales el 64 % había nacido en otro municipio de la isla, el 35 % en el propio municipio y un 1 % procedía de otra isla del archipiélago. El resto de la población la componía un 3 % de nacidos en el resto de España y un 13 % de nacidos en el extranjero, de los cuales el 44% era originario de América y un 53 % del resto de Europa.
| Entidad singular                 | Habitantes |
| -------------------------------- | ---------- |
| Cruz Santa                       | 4298       |
| Icod el Alto                     | 6218       |
| Toscal-Longuera                  | 6793       |
| Montaña-Zamora                   | 1041       |
| Palo Blanco-Llanadas             | 2842       |
| Los Realejos (capital municipal) | 17 628     |
| Total                            | 38 820     |

## Economía
El municipio de Los Realejos destaca por poseer una estructura por sectores de actividad más equilibrada que la media provincial o autonómica.

### Agricultura

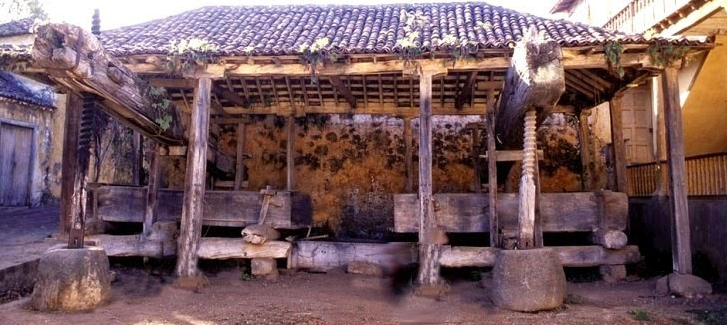
Lagares Gemelos de la Hacienda de San Ildefonso en El Jardín

El 5,4 % de la población del municipio se dedica a la agricultura. Este nivel es superior al de la media provincial y autonómica, cuyos porcentajes son del 3,7 % y 3,5%, respectivamente.
En las medianías del municipio, los cultivos tradicionales más destacados son los de la papa (patata), uva, cereales y frutales, que se desarrollan unos más que otros dependiendo de la zona. En Icod el Alto, Palo Blanco y Las Llanadas se dedican esencialmente al cultivo de cereales como trigo, millo (maíz), centeno y el de las típicas papas bonitas, que han recibido recientemente la Denominación de Origen Protegida (DOP), mientras que en otros lugares de las medianías realejeras, sobre todo en La Cruz Santa y La Piñera, el cultivo principal es la uva, de la que se elaboran el vino blanco.
Asimismo, las zonas bajas o de costa se han destinado a cultivos de exportación, mayormente el plátano y frutales tropicales como el aguacate, y a la flor cortada en algunas zonas como en San Vicente.
La ganadería en el municipio es principalmente caprina, mientras que la porcina, bovina y equina existen en menor cantidad.

### Servicios
En lo relativo al sector servicios, el porcentaje de personas afiliadas a este sector de actividad es del 60 %, muy por debajo de la media provincial y autonómica, siendo éstas del 75,8 % y 76,5 %, respectivamente. La mayoría de los ciudadanos que trabajan en este sector lo hacen en otros municipios vecinos como el Puerto de la Cruz.
A pesar de que Los Realejos no es una ciudad turística, es uno de los municipios de Canarias con mayor número de hoteles rurales.

## Administración y política

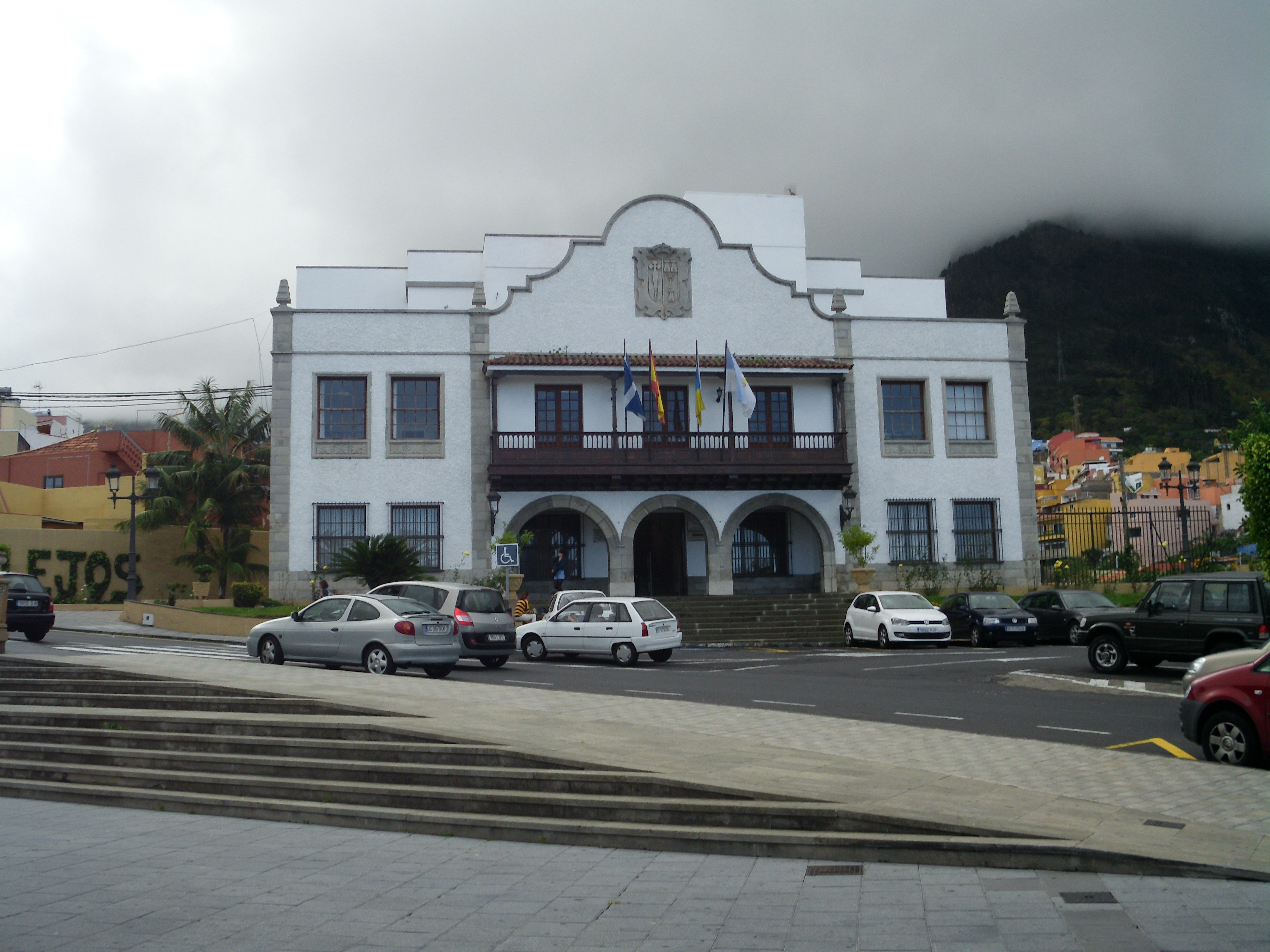
Antiguo casa consistorial de Los Realejos y actual biblioteca municipal

### Gobierno municipal
Los Realejos está regido por su ayuntamiento, formado por el alcalde-presidente de la corporación y trece concejalías, así como por siete concejales de la oposición.
| Periodo   | Nombre                          | Partido | Partido                                  |
| --------- | ------------------------------- | ------- | ---------------------------------------- |
| 1979-1984 | Santiago Luis García            |         | Partido Socialista Obrero Español (PSOE) |
| 1984-1987 | Jesús Manuel Hernández García   |         | Partido Socialista Obrero Español (PSOE) |
| 1987-2003 | José Vicente González Hernández |         | Partido Socialista Obrero Español (PSOE) |
| 2003-2011 | Oswaldo Amaro Luis              |         | Coalición Canaria (CC)                   |
| 2011-2022 | Manuel Domínguez González       |         | Partido Popular (PP)                     |
| 2022-act. | Adolfo González                 |         | Partido Popular (PP)                     |

| Partido político | Partido político                                                    | 1979   | 1983   | 1987   | 1991   | 1995   | 1999   | 2003   | 2007   | 2011   | 2015   | 2019   | 2023   |
| Partido político | Partido político                                                    | Ediles | Ediles | Ediles | Ediles | Ediles | Ediles | Ediles | Ediles | Ediles | Ediles | Ediles | Ediles |
|                  | Partido Popular (PP)-Alianza Popular (AP)                           | —      | 6      | 2      | —      | 3      | 4      | 2      | 6      | 11     | 14     | 15     | 15     |
|                  | Partido Socialista Obrero Español (PSOE)                            | 11     | 15     | 9      | 14     | 10     | 10     | 8      | 6      | 3      | 4      | 5      | 5      |
|                  | Coalición Canaria (CC)                                              | —      | —      | —      | —      | 6      | 7      | 10     | 9      | 6      | 1      | 1      | 1      |
|                  | Izquierda Unida (IU)-Los Verdes (LV)                                | 0      | 0      | —      | 2      | 1      | 1      | 1      | 0      | 1      | 2      | 0      | 0      |
|                  | Centro Democrático y Social (CDS)-Unión de Centro Democrático (UCD) | 8      | —      | 4      | 0      | 0      | 0      | —      | —      | —      | —      | —      | —      |
|                  | Agrupación Realejera Independiente (ARI)                            | —      | —      | —      | 3      | —      | —      | —      | —      | —      | —      | —      | —      |
|                  | Iniciativa Canaria Nacionalista (ICAN)                              | —      | —      | —      | 1      | —      | —      | —      | —      | —      | —      | —      | —      |
|                  | Agrupación Tinerfeña de Independientes (ATI)                        | —      | —      | 3      | —      | —      | —      | —      | —      | —      | —      | —      | —      |
|                  | Unión del Pueblo Canario (UPC)                                      | 1      | 0      | —      | —      | —      | —      | —      | —      | —      | —      | —      | —      |
|                  | Agrupación Vecinal Independiente de Los Realejos (AVIR)             | 1      | —      | —      | —      | —      | —      | —      | —      | —      | —      | —      | —      |

Manuel Domínguez renuncia al cargo de alcalde para presentarse como Presidente del Gobierno de Canarias por el Partido Popular en las Elecciones al Parlamento de Canarias de 2023

### Organización territorial
El municipio se encuentra incluido en la Comarca del Valle de La Orotava, salvo su superficie inmersa en los espacios naturales protegidos del parque nacional del Teide y de la Corona Forestal, que pertenecen a la Comarca del Macizo Central.
El término municipal se encuentra dividido en seis entidades singulares de población, algunas a su vez divididas en núcleos:
| Entidad singular                 | Núcleos | Superficie |
| -------------------------------- | --- | ---------- |
| Cruz Santa                       | Cruz Santa La Cartaya                                                                                              | - km²      |
| Icod el Alto                     | El Lance El Dornajo Lomo Márquez La Gallinera El Mazapé La Pared Lomo Juan de la Guardia                           | - km²      |
| Toscal - Longuera                | El Toscal La Longuera                                                                                              | - km²      |
| Montaña-Zamora                   | El Jardín La Grimona La Higuerita La Montañeta La Zamora                                                           | - km²      |
| Palo Blanco-Llanadas             | La Ferruja Las Llanadas Palo Blanco La Romera - Placeres                                                           | - km²      |
| Los Realejos (capital municipal) | Realejo Alto San Benito La Carrera El Horno Toscas de Romero El Mocán Realejo Bajo San Agustín San Vicente Tigaiga | - km²      |
| TOTAL                            | | 57,09 km²  |

## Servicios

### Educación

#### Centros públicos de enseñanza
- CEIP Pérez Zamora
- CEIP San Sebastián
- CEIP Agustín Espinosa
- CEIP Toscal - Longuera
- CEIP La Montañeta
- CEIP Mencey Bentor
- CEIP La Pared
- CEIP Palo blanco
- IES Realejos
- IES Mencey Bencomo
- IES Cruz Santa

#### Centros privados de enseñanza
- Colegio Nazaret
- Colegio Pureza de María
- British School Tenerife

### Sanidad

#### Centros públicos sanitarios
- Centro Médico Realejos
- Centro Médico Icod el Alto
- Centro Médico Toscal Longuera
- Centro médico La Cruz Santa
- Centro médico Palo Blanco
- Centro médico La Montañeta

#### Centros privados sanitarios
- Centro médico Vida

### Seguridad ciudadana
- Policía local
- Protección civil
- Bomberos voluntarios

### Bibliotecas
- Biblioteca municipal Viera y Clavijo
- Biblioteca periférica Palo Blanco
- Biblioteca periférica Icod el Alto
- Biblioteca periférica Toscal Longuera

### Transporte

#### Carreteras
Al municipio se accede principalmente por la Autopista del Norte TF-5. Otras carreteras que se encuentran en el término municipal y que lo comunican con otras zonas son:
- TF-316 de La Gorvorana a Puerto de la Cruz
- TF-320 de San Nicolás a La Zamora
- TF-324 de La Orotava a Los Realejos
- TF-326 de Cruz Santa a Benijos por Palo Blanco
- TF-333 ramal de la TF-5 a Los Realejos por La Montañeta
- TF-334 de Los Barros a San Vicente por San Agustín
- TF-335 de la TF-320 (La Zamora) a Los Realejos
- TF-342 de Los Realejos a Icod por La Guancha
- TF-344 de Icod el Alto a La Guancha

#### Transporte público
El municipio cuenta con varias paradas de taxis, quedando además conectado en guagua —autobús— por las siguientes líneas de TITSA:
| Línea | Trayecto                                                                  | Recorrido                                                          |
| ----- | ------------------------------------------------------------------------- | ------------------------------------------------------------------ |
| 106   | Santa Cruz - Icod de los Vinos (exprés)                                   | Horario/Línea                                                      |
| 107   | Santa Cruz - Buenavista (por Aeropuerto Norte)                            | Horario/Línea                                                      |
| 108   | Santa Cruz - Icod de los Vinos (por Aeropuerto Norte)                     | Horario/Línea                                                      |
| 325   | Puerto de la Cruz - Acantilados de Los Gigantes (por Icod de los Vinos)   | Horario/Línea                                                      |
| 330   | Los Realejos - San Vicente - Las Llanadas (circunvalación)                | Horario/Línea                                                      |
| 339   | Puerto de la Cruz - Realejo Alto (circunvalación)                         | Horario/Línea                                                      |
| 347   | La Orotava - Realejo Alto (por Benijos y Palo Blanco)                     | Horario/Línea                                                      |
| 353   | Circunvalación Valle de La Orotava - Realejo Bajo y Las Dehesas           | Horario/Línea                                                      |
| 354   | Puerto de la Cruz - Icod de los Vinos (por La Guancha)                    | Horario/Línea                                                      |
| 381   | Plaza Reyes Católicos - Punta Brava (por Loro Parque) - Toscal - Longuera | Horario/Línea                                                      |
| 390   | Puerto de la Cruz - Realejo Alto (por La Montaña)                         | Horario/Línea                                                      |
| 391   | Puerto de la Cruz - Realejo Alto (por San Agustín)                        | Horario/Línea Archivado el 22 de julio de 2016 en Wayback Machine. |

## Cultura

### Patrimonio

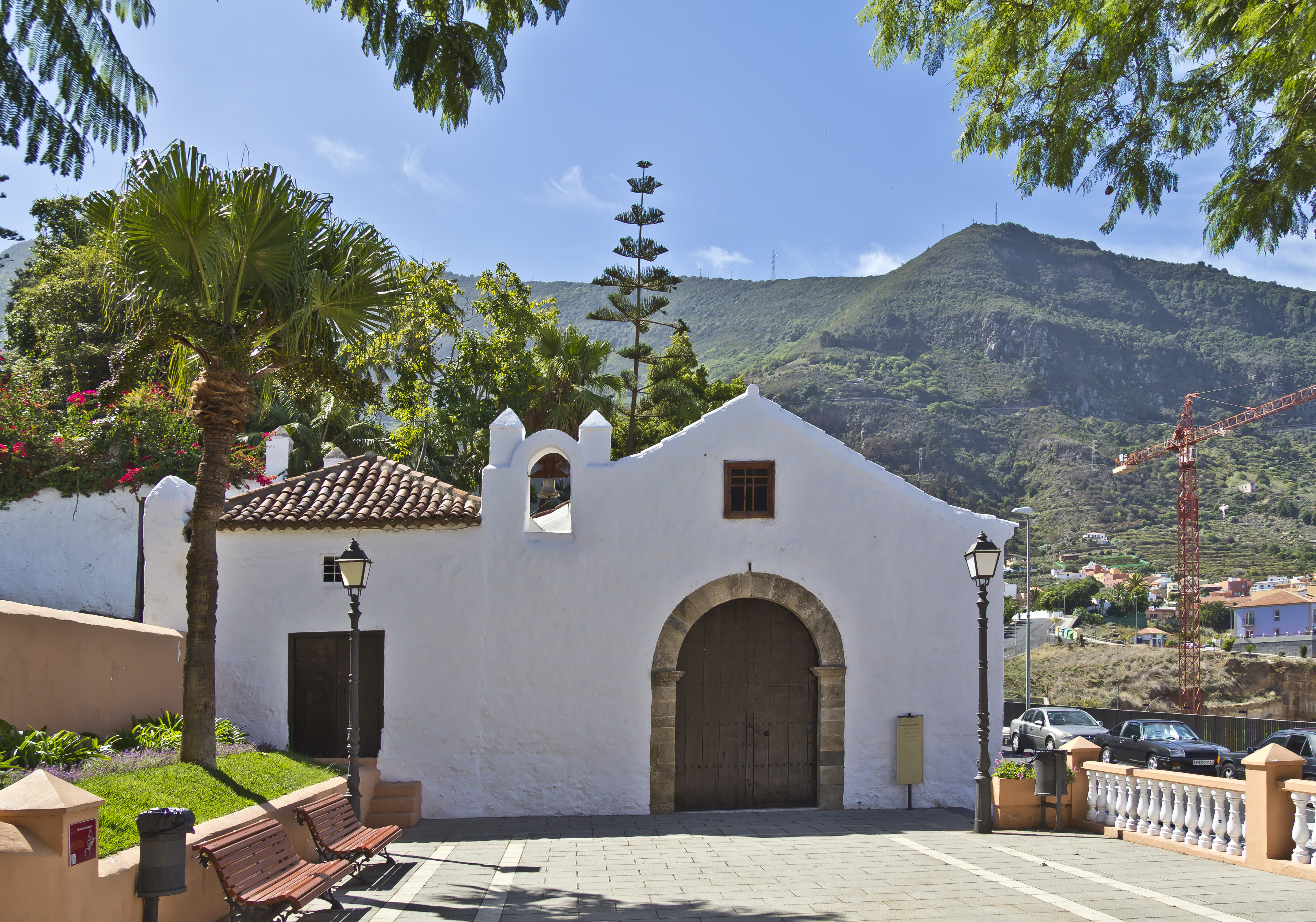
Ermita de San Sebastián en Realejo Bajo

El municipio cuenta con varios elementos patrimoniales declarados Bien de Interés Cultural:

#### Conjuntos históricos
- - Realejo Bajo (Bien de Interés Cultural en la categoría de conjunto histórico).
  - Realejo Alto (Bien de Interés Cultural en la categoría de conjunto histórico).
  - Plaza de San Agustín (Los Realejos) y su entorno (Bien de Interés Cultural).

#### Arquitectura religiosa

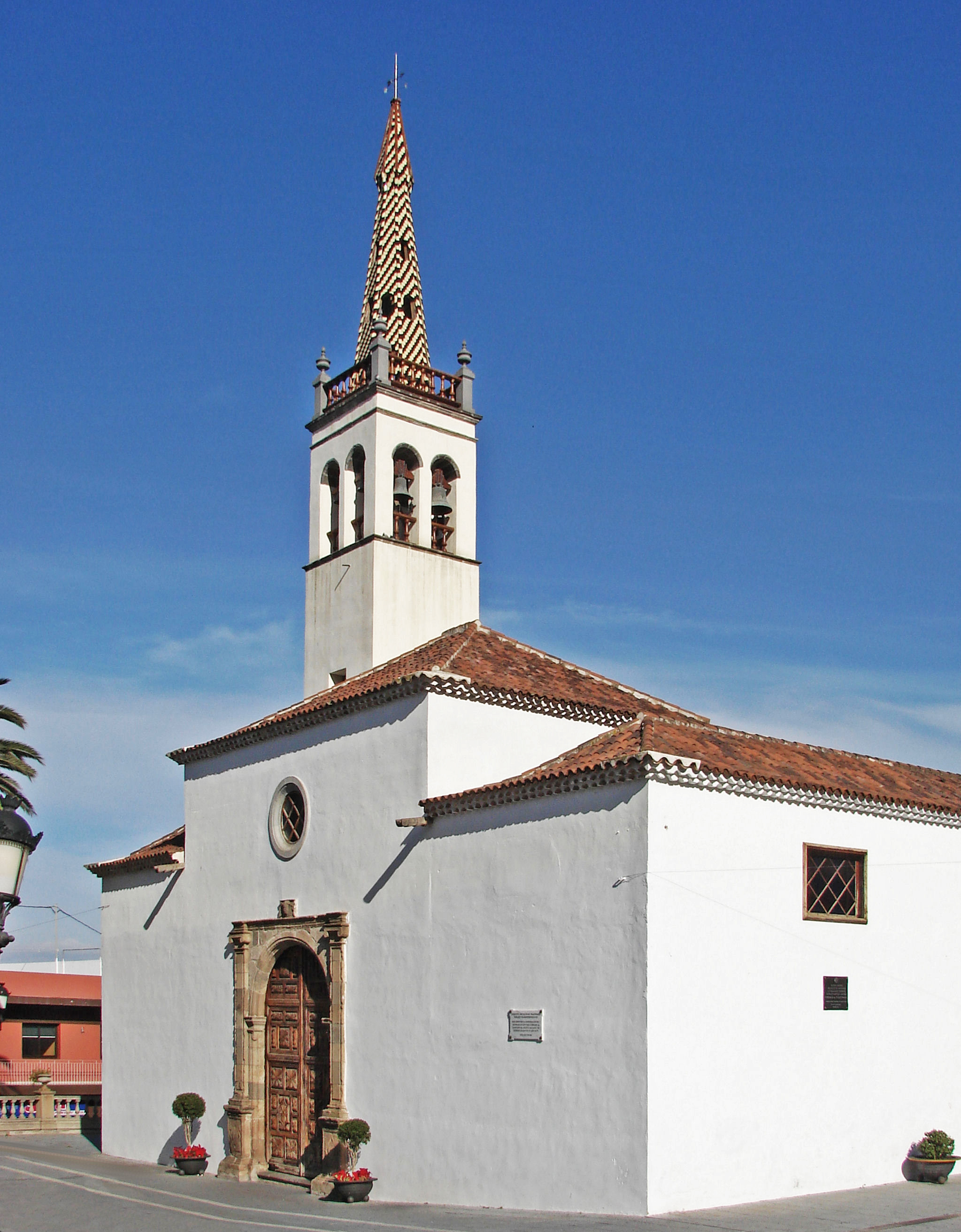
Parroquia matriz del Apóstol Santiago en el Realejo Alto (1496), primer templo cristiano edificado en Tenerife tras finalizar la conquista, obteniendo la categoría de parroquia en el año 1498

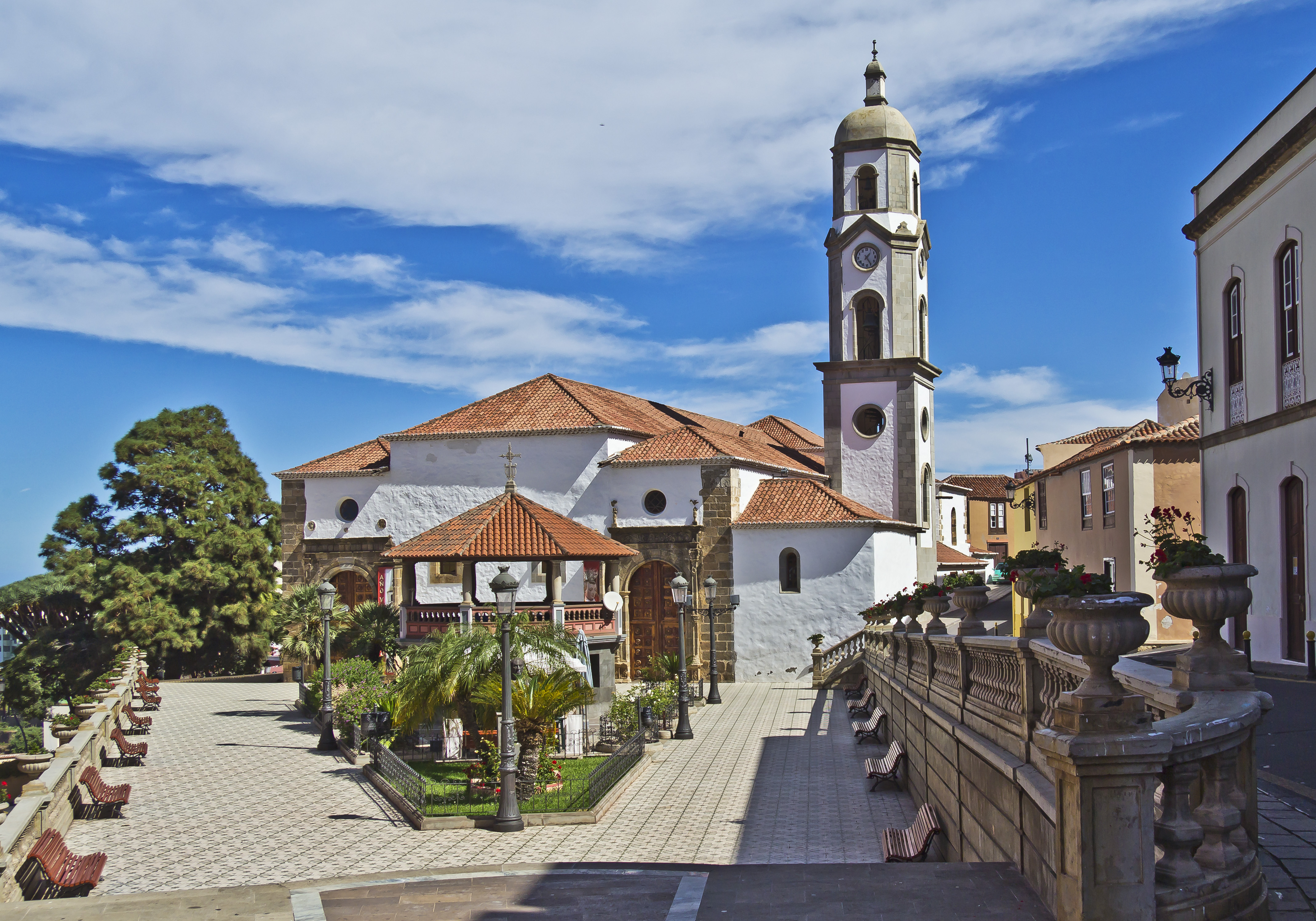
Parroquia matriz de Nuestra Señora de la Concepción en el Realejo Bajo c.1516, obteniendo el título de parroquia en 1533

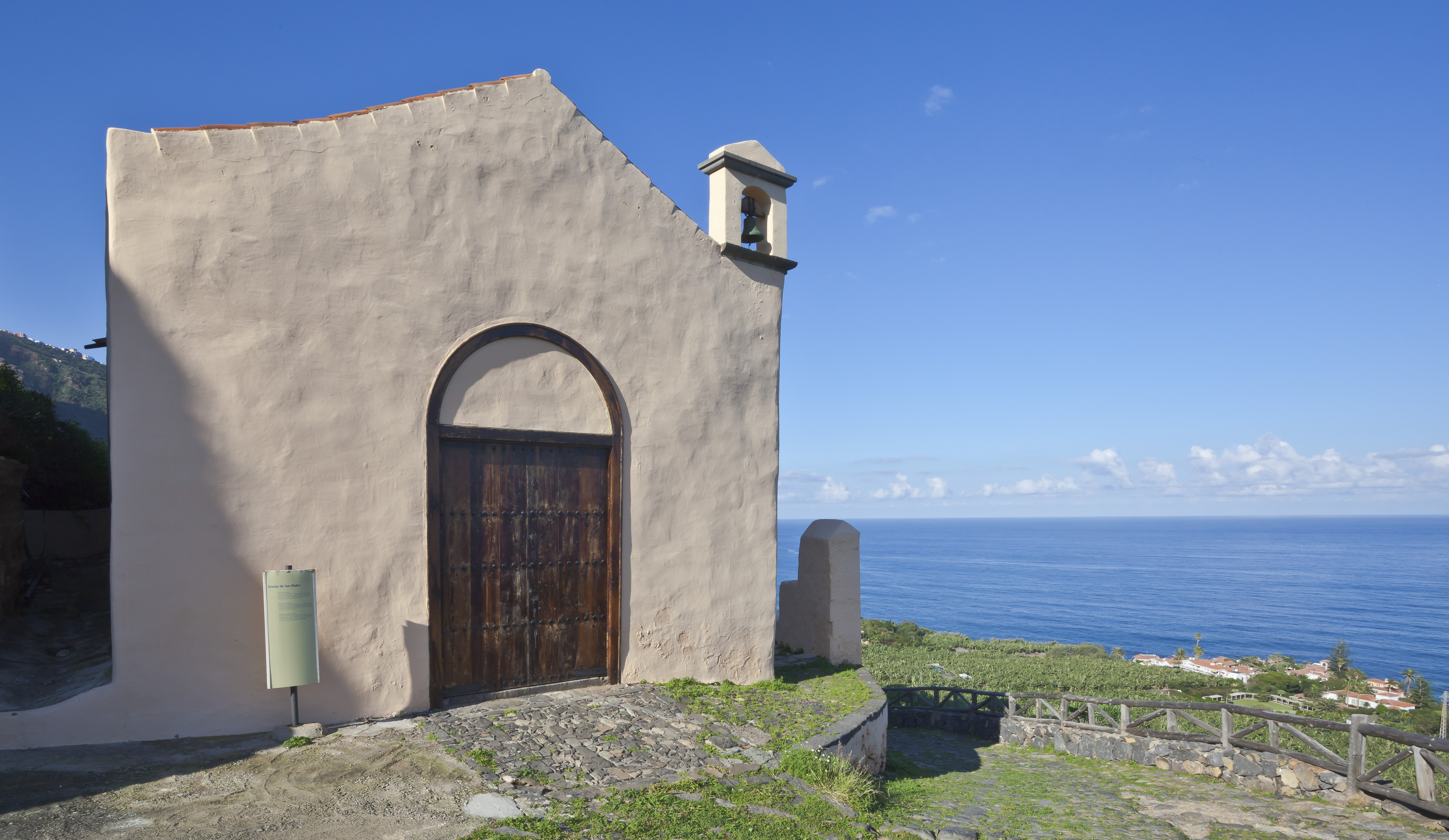
Ermita de San Pedro

- Iglesia de Santiago Apóstol, Realejo Alto, siglos xv-xvii (Bien de Interés Cultural).
- Iglesia de Ntra. Sra. de la Concepción, Realejo Bajo, siglos xvi-xvii (BIC).
- Santuario de Ntra. Sra. del Carmen, San Agustín, siglo XX (BIC).
- Iglesia de la Santa Cruz, La Cruz Santa, siglo XVIII.
- Iglesia de Ntra. Sra. del Buen Viaje, Icod el alto, siglo XVIII.
- Iglesia de Ntra. Sra. de los Dolores, Palo Blanco, siglo XVIII.
- Iglesia de Ntra. Sra. de las Nieves, La Zamora, siglo XX.
- Iglesia de Ntra. Sra. de Guadalupe, Toscal - Longuera, siglo XX.
- Iglesia de San Cayetano, La Montañeta, siglo XVIII-XX.
- Ermita de Ntra. Sra. del Socorro, Rambla del Mar, siglo XVII.
- Ermita de Ntra. Sra. de la Concecpión, Tigaiga, siglo XVII.
- Ermita de San Benito, Realejo Alto, siglo XVII.
- Ermita de San Juan, El Lance, Icod el Alto, siglo XVII.
- Ermita de San Pedro, Rambla de Castro, siglo XVII.
- Ermita de San Sebastián, Realejo Bajo, siglo XVIII.
- Ermita de San Vicente, siglo XVII.
- Ermita de Ntra. Sra. de Guadalupe La Gorvorana, Toscal - Longuera, siglo XVIII.
- Ermita de San Joaquín y Santa Ana, El Jardín.
- Ermita Ntra. Sra. de Los Remedios. El Horno, siglo XX.
- Capilla de la Cruz, Palo Blanco.
- Capilla San Martín de Porres, La Romera.
- Capilla de la Santa Cruz de La Sombrera, Tanque Arriba.
- Capilla de la Santa Cruz y Santa Marta, Las Toscas de Romero.
- Capilla de la Santa Cruz, El Horno.
- Capilla Ntra. Sra. de La Candelaria, La Piñera.
- Capilla Ntra. Sra. de la Milagrosa, La Ferruja.
- Capilla de la Santa Cruz, San Antonio Abad y Santa María de la Cruz, Cruz del Castaño.
- Capilla de la Cruz de la calle El Sol, Realejo Alto.
- Capilla de la Cruz de la calle El Medio Arriba, Realejo Alto.
- Capilla de la Cruz del Peral, Realejo Alto.
- Capilla de la Cruz Familia Cedrés, calle El Medio Arriba, Realejo Alto.
- Capilla de la Cruz Verde, Realejo Bajo.
- Capilla De la Cruz de la Corona, Icod el Alto.
- Capilla de la Cruz, La Carrera.
- Capilla de la Cruz, Toscas de San Agustín.
- Capilla de la Cruz del Cantillo, Realejo Bajo.
- Capilla de la Cruz de Márquez, Realejo Bajo.
- Capilla de la Cruz, La Callita.
- Capilla de la Cruz del Aserradero, Tigaiga.
- Capilla de la Cruz de La Hoyada, Tigaiga.
- Lugar de las Cruces de las barandas, El Lance, Icod el Alto.
- Capilla de la Cruz del Marqués, Hoya Pablo - Las Llanadas.
- Capilla de la Cruz, La Piñera.
- Capilla de la Cruz del Bravo, La Ferruja.
- Capilla de la Cruz, La Cartaya.
- Capilla de la Cruz, El Natero, La Cruz Santa.
- Capilla de la Cruz del Patio, El Jardín.
- Capilla de la Cruz Casa Higa, La Cruz Santa.
- Capilla De la Cruz de la Pared, Icod el Alto.
- Capilla de la Cruz del Lomo, La Cruz Santa.
- Capilla de la Cruz Los Herreros, La Cruz Santa.
- Capillas de las Cruces de La Punta, La Cruz Santa.
- Capilla de la Cruz, pico la Montañeta.
- Capilla de la Cruz, El Toscal.
- Capilla de la Cruz (Casa del poeta Antonio Reyes) El Dornajo, Icod El Alto.

#### Haciendas
- Hacienda de Los Príncipes, siglo XV-XVI (BIC).
- Hacienda de Castro o del Mayorazgo, siglo XVI.
- Hacienda las Canales o Jardines de Castro, siglo XVI.
- Hacienda del Cuchillo, siglo XVI.
- Hacienda de la Choza, siglo XVI.
- Hacienda el Patronato, siglo XVI.
- Hacienda el Terrero, siglo XVI.
- Hacienda La Gorvorana, siglos xvi-xvii.
- Hacienda la Pared, siglo XVII.
- Hacienda de La Coronela, siglo XVII.
- Hacienda de San Antonio, siglo XVII.
- Hacienda la Era, siglo XVII.
- Hacienda el Socorro, siglo XVII.
- Hacienda del Vizconde de Buen Paso, siglo XVII.
- Hacienda La Calderona, siglo XVII.
- Hacienda de Las Cuatro Ventanas, siglo XVII.
- Hacienda El Drago de Siete Fuentes, siglo XVII.
- Hacienda San Ildefonso, siglo XVIII.
- Hacienda de Los Poggio, siglo XVIII.
- Hacienda La Gallera o Casa La Fajana, siglo XVIII.
- Hacienda la Torre, siglos XVIII-XIX.
- Hacienda el Patio, siglo XIX.
- Hacienda Salazar o finca Zamora, siglo XX.
- Hacienda Los Afligidos.
- Hacienda de Los Cuartos.
- Hacienda de los Pires o los Barros.
- Hacienda La Piñera.

#### Casas
- Casa parroquial La Cruz Santa.
- Casa parroquial Icod el Alto.

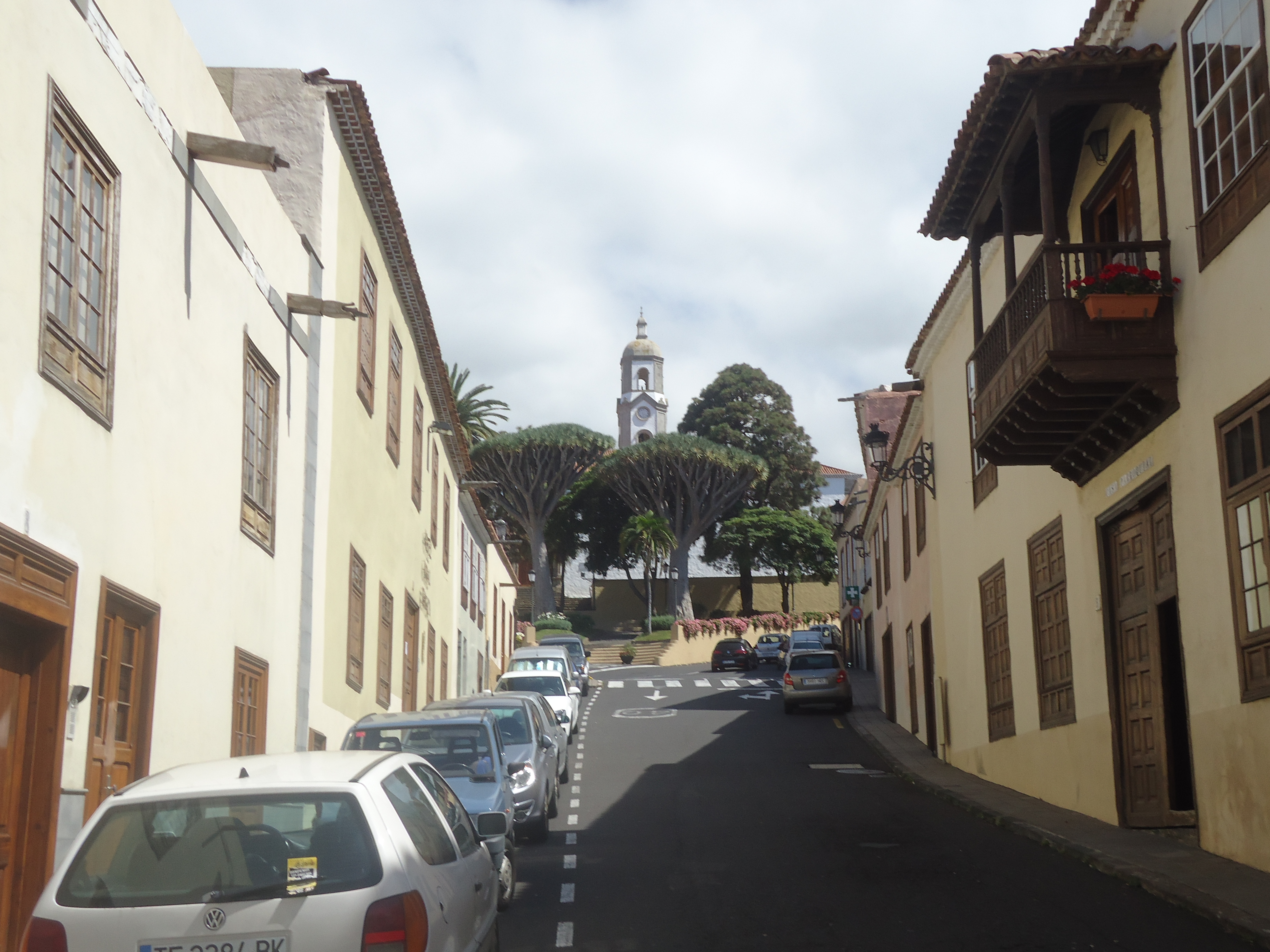
Casco histórico de Realejo Bajo

- Casa de las Religiosas de la Sangrada Familia de Nazaret.
- Casa Natal de José de Viera y Clavijo, siglo XVII.
- Casa de la Parra Baja, siglo XVII.
- Casa parroquial Realejo Alto, siglo XVII.
- Casa parroquial Realejo Bajo, siglo XVII.
- Casa Natal de Agustín Espinosa García Estrada, siglo XX.
- Casa Natal de Antonio González González, calle El Sol.

#### Arquitectura industrial
- Elevador de aguas de La Gordejuela, construido en 1903 y en cuyo interior se instaló la primera máquina de vapor de Tenerife.[38][39]
- Molinos de gofio de la Hacienda de Los Príncipes, en Realejo Bajo, siglo XVI.
- Molino de gofio, La Treviña (Palo Blanco). Primera planta eléctrica del municipio, 1930.
- Pesadero de Agua, La Pasada de La Carreta (La Romera). Fechados en 1914, son de las pocas edificaciones relacionada con el uso de las aguas que se preservan en el municipio.
- Abrevadero, calle El Medio Arriba, siglo XVIII.
- Lavaderos, barranco La Lora. siglo XVIII-XIX.
- Lavaderos, barranco de Romero. Siglo XIX (pendiente de reconstruir el cubo principal).

#### Arquitectura militar
- Fortín de San Fernando, siglo XVIII.

#### Arquitectura historicista
- El Castillo, los Barros, siglo XIX.

Asimismo, Los Realejos cuenta con algunos yacimientos arqueológicos de la cultura guanche.

#### Monumentos y lugares de interés
- Playa de El Burgado
- Playa de Castro
- Playa de la Fajana
- Playa de El Socorro, Bandera Azul desde 1999
- Playa de Los Roques
- Piscinas naturales de El Guindaste
- Aula de la Naturaleza Emilio Fernández Muñoz

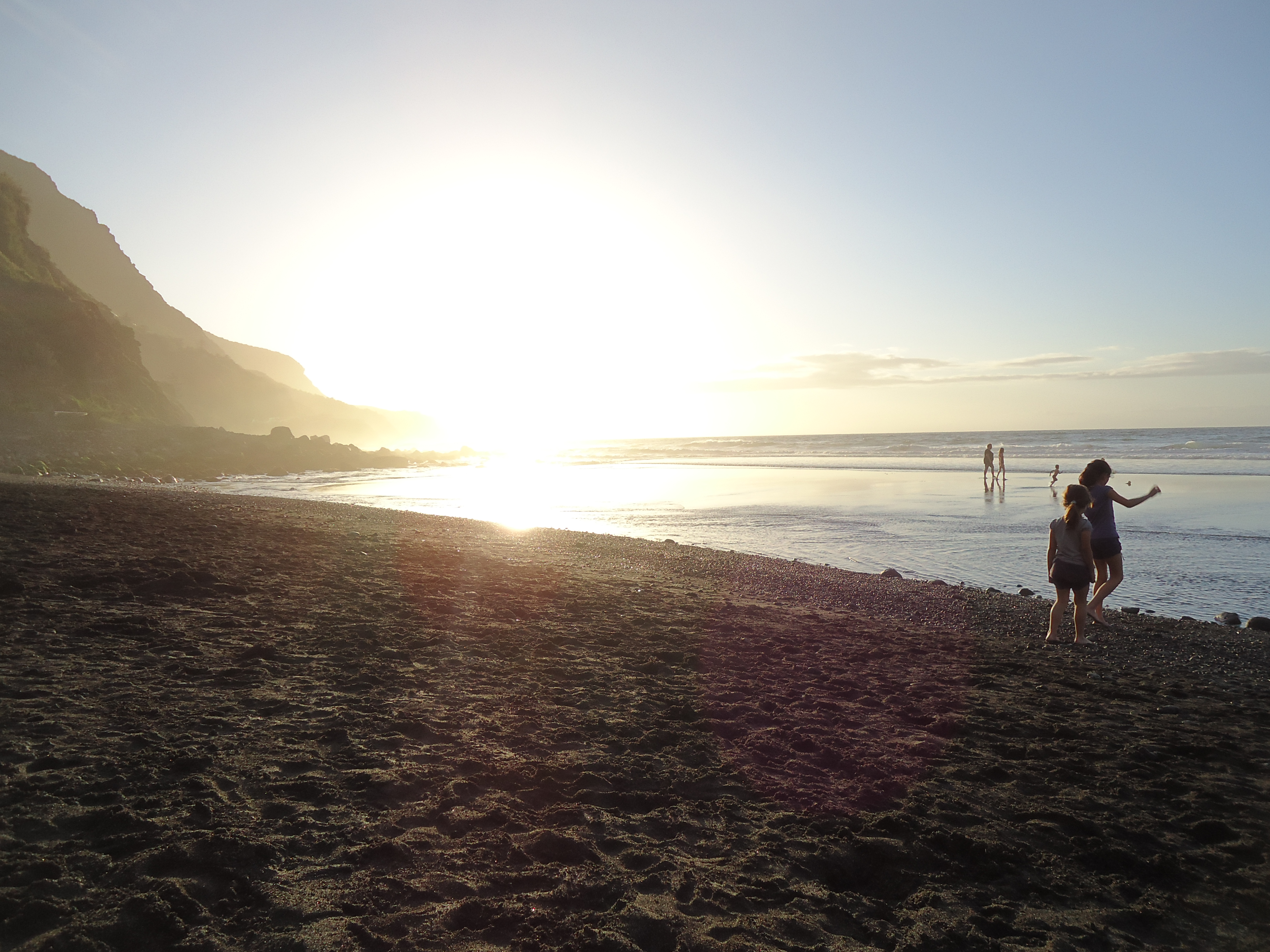
Atardecer en la playa de El Socorro

El municipio cuenta con distintos miradores que se encuentran a lo largo de su geografía. En la Ladera de Tigaiga se encuentra el mirador de La Corona, localizado en el barrio de Icod el Alto y desde donde se contempla el Valle de La Orotava y todo el noreste de la isla. Es, además, lugar para los amantes de deportes de aventura como el parapente, vuelo libre o senderismo.

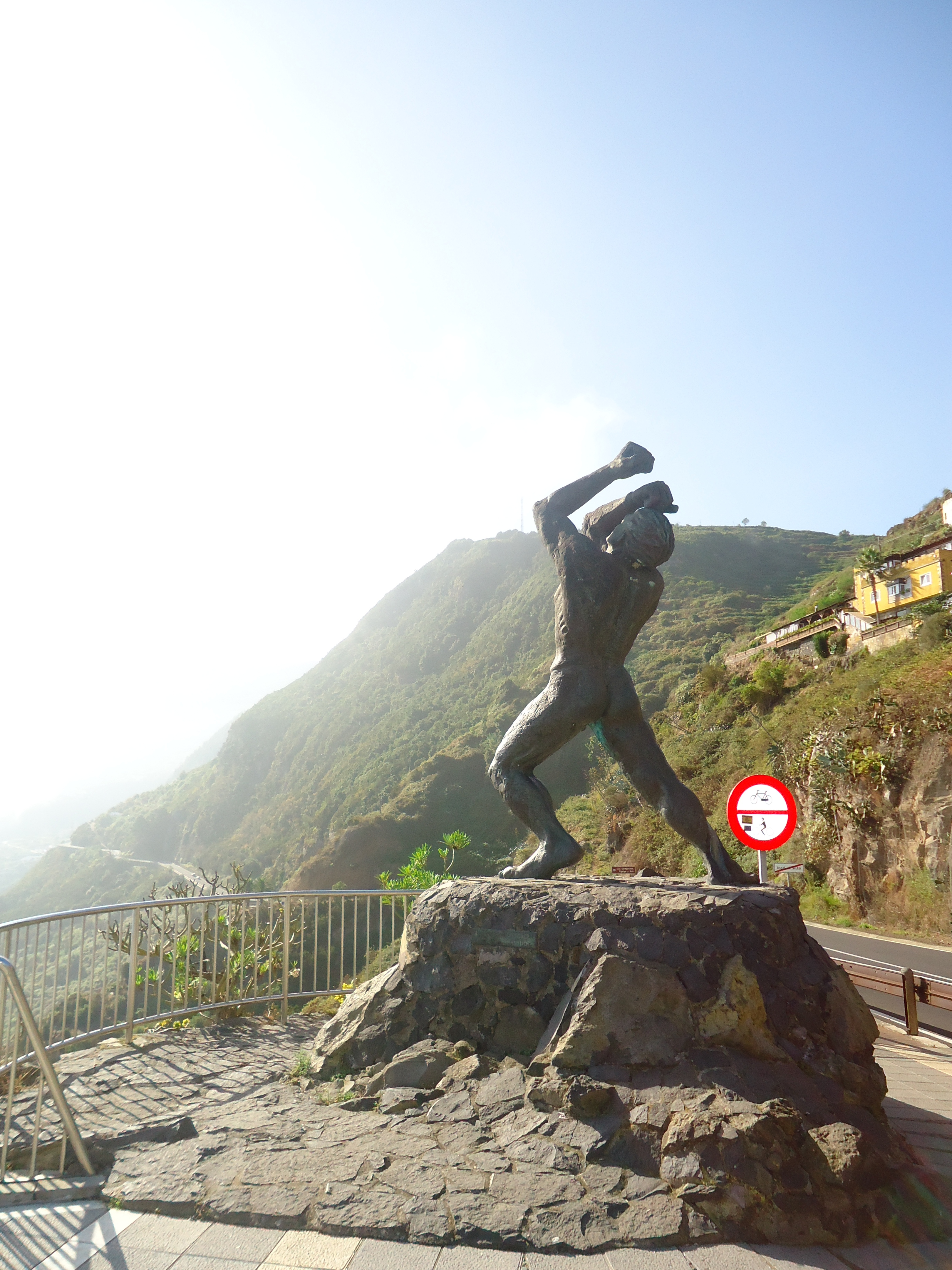
Escultura del mencey Bentor en el mirador de El Lance

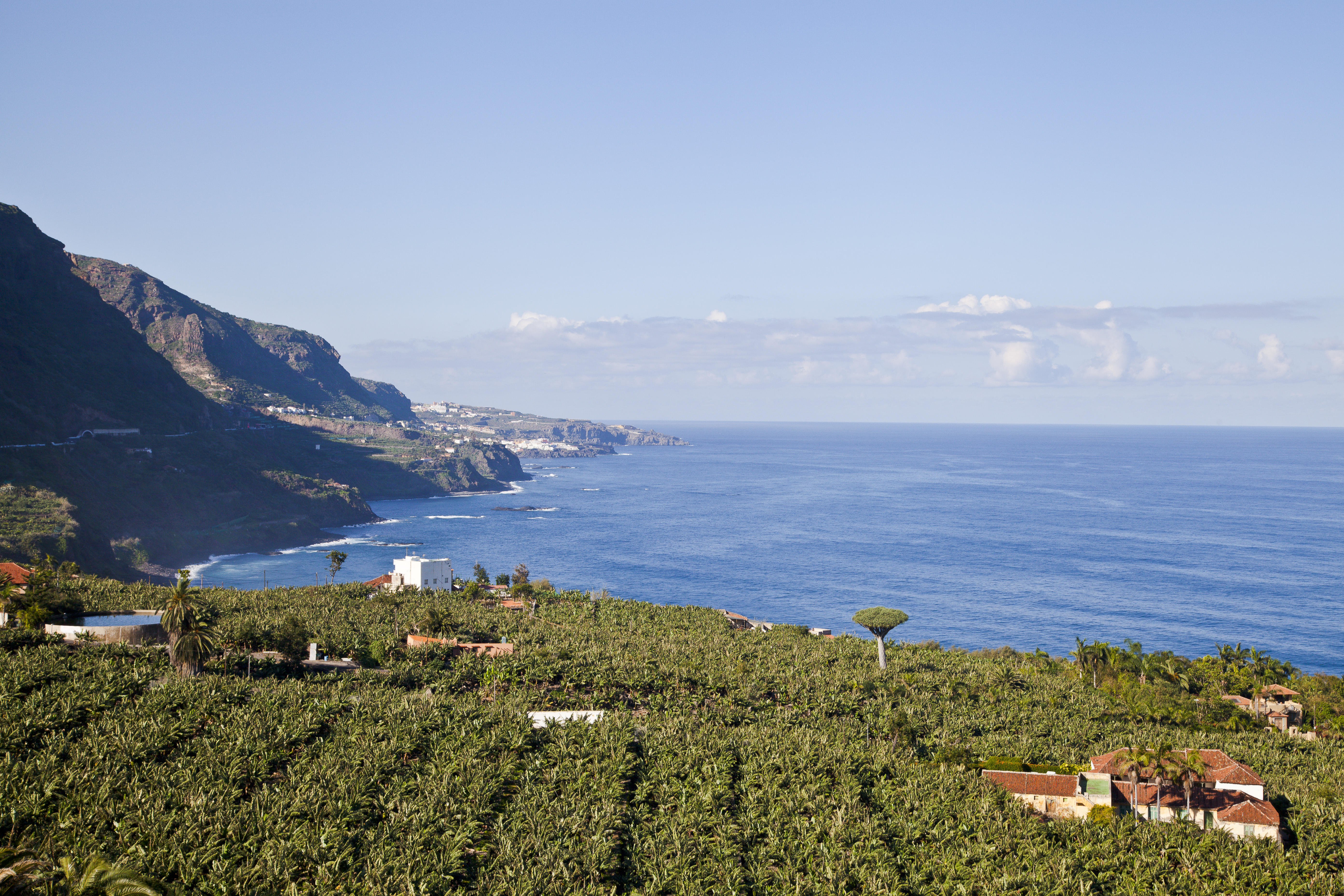
Mirador de San Pedro

En la carretera de acceso al mismo núcleo de Icod el Alto se encuentra el mirador de El Lance, que ofrece otra impresionante vista de los tres municipios que conforman el Valle, y en el que se puede admirar una escultura de bronce del mencey Bentor, rey guanche que eligió este emplazamiento para suicidarse arrojándose al vacío, prefiriendo así morir a ser esclavizado por las tropas castellanas al finalizar la conquista de la isla. 
En la costa, en las cercanías del barrio de San Vicente, se halla el mirador de San Pedro, desde donde se contempla el palmeral de La Rambla de Castro y las plataneras de la Rambla del Mar, que rodean haciendas.
En la autovía del Norte, en dirección a Icod de los Vinos, se encuentra el mirador de La Grimona, desde donde se contempla la playa del mismo nombre, la costa de El Socorro y la Punta del Guindaste.
Los Realejos cuenta con cuatro zonas de esparcimiento en la naturaleza. En la zona alta de los barrios de Palo Blanco y Las Llanadas, en el límite natural entre las formaciones arbóreas de fayal-brezal y pinar, se encuentra la zona recreativa de Chanajiga, a la que llegan y de la que parten gran cantidad de senderos que permiten al caminante descender hasta la costa o ascender hasta las cumbres más altas de la isla. 
En uno de los márgenes de la carretera Orotava–Icod de los Vinos se hallan la zona recreativa de La Higuerita y la de barranco de Ruíz, esta última en el límite con el término municipal de San Juan de la Rambla y que se encuentra en el tramo final de este barranco, declarado sitio de interés científico. Además, desde aquí parten senderos a lo largo de la costa o por el propio barranco.

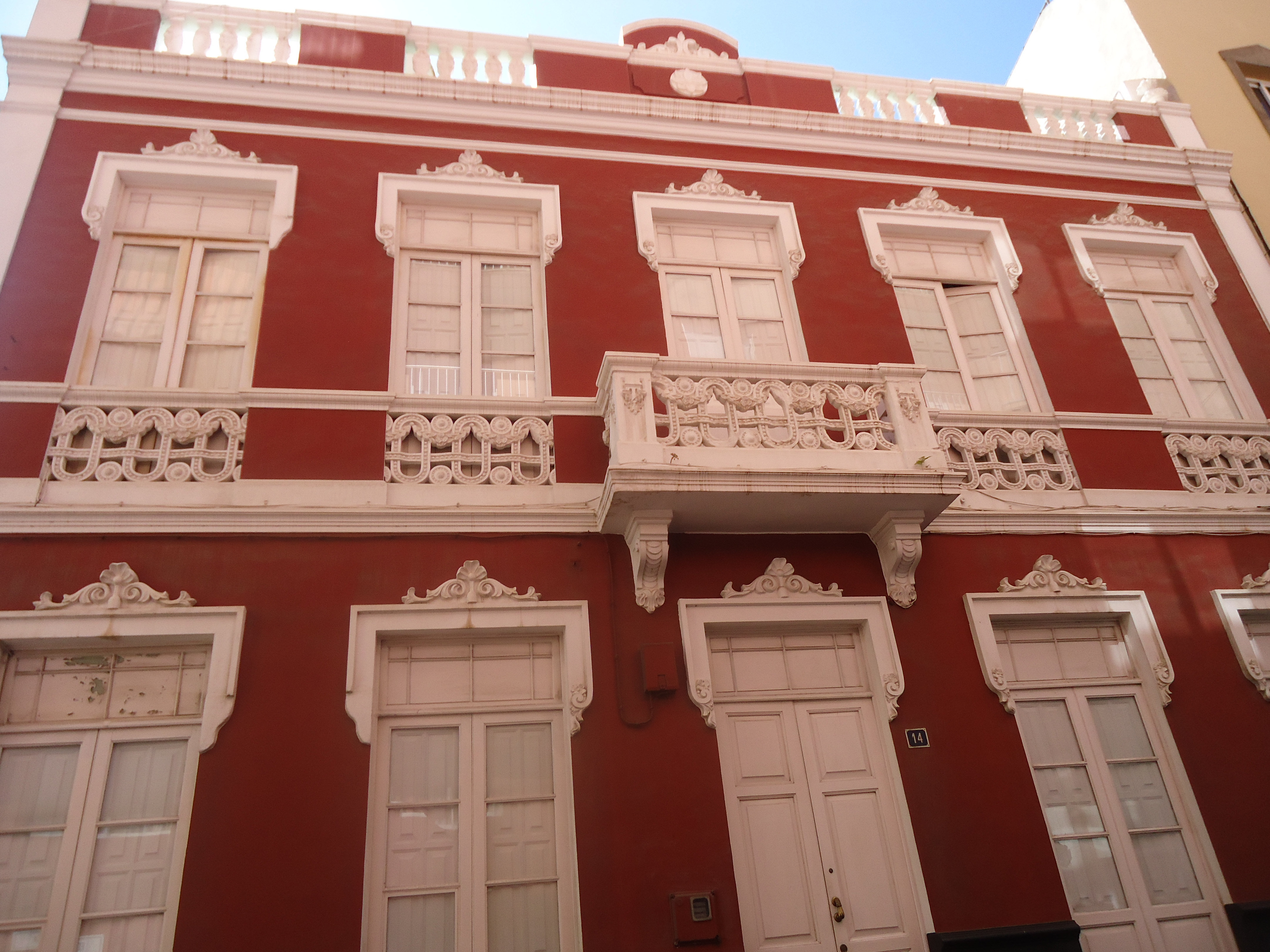
Fachada Casa Colonial
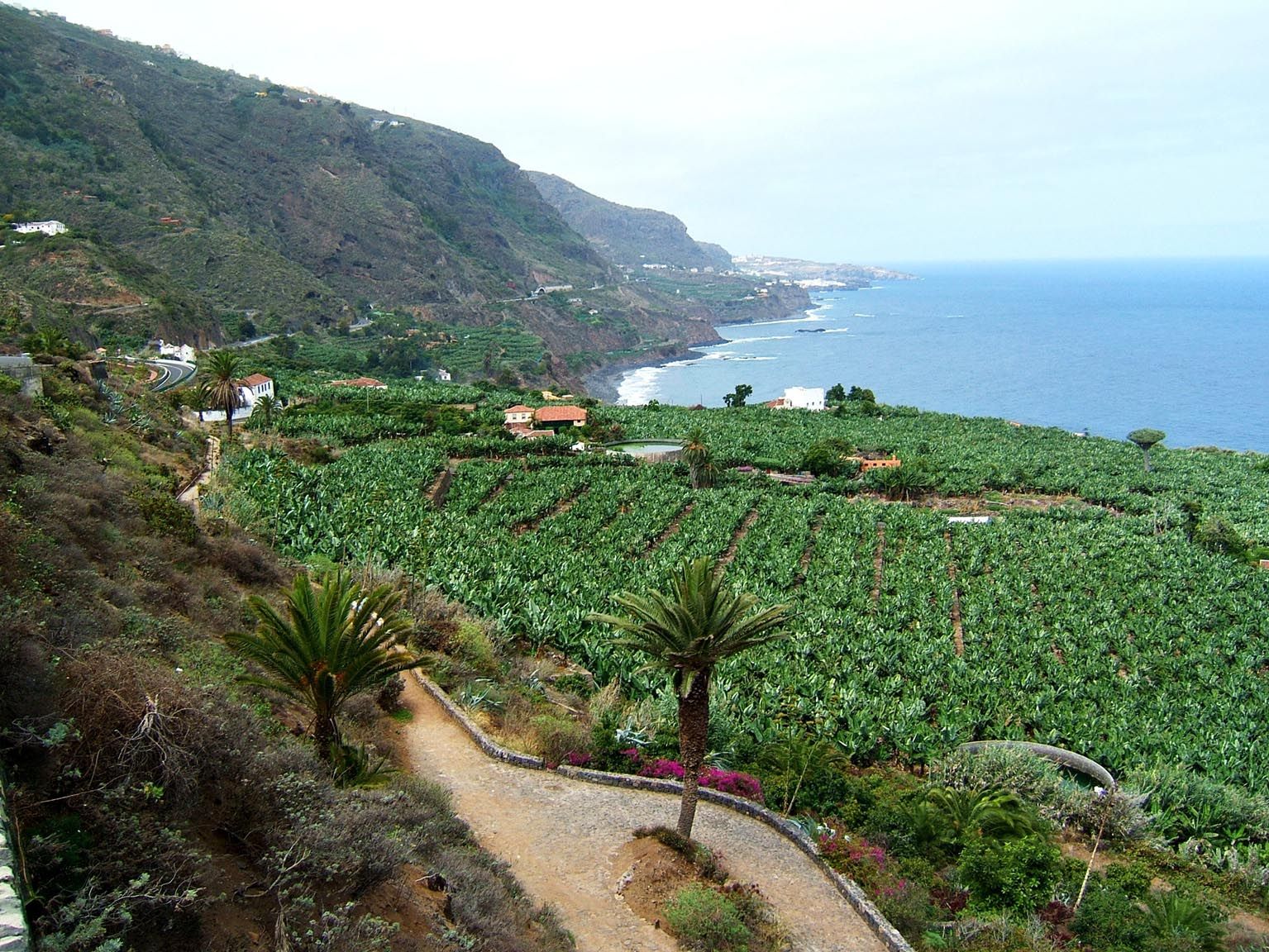
Mirador de San Pedro
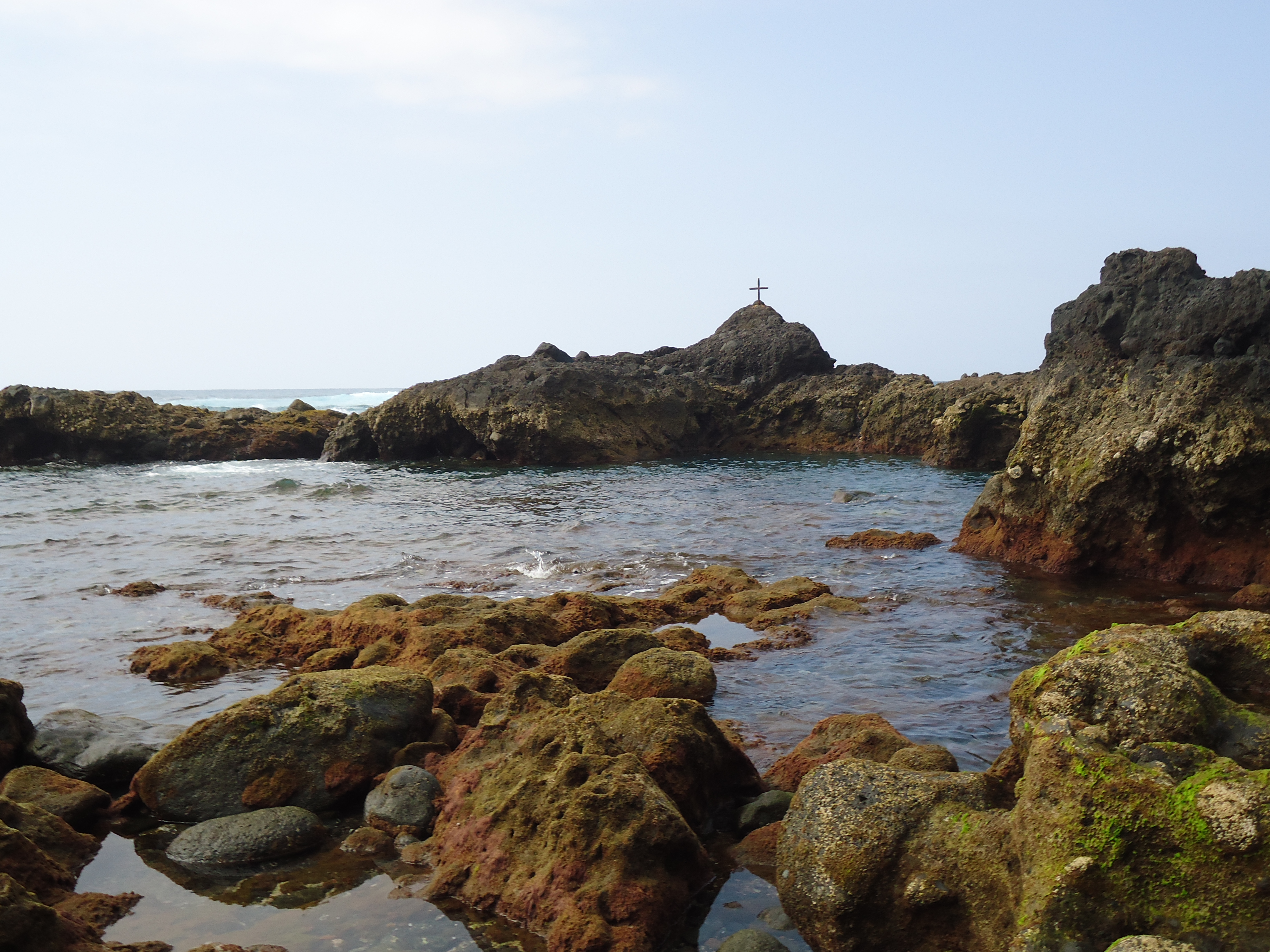
Charco del Guindaste
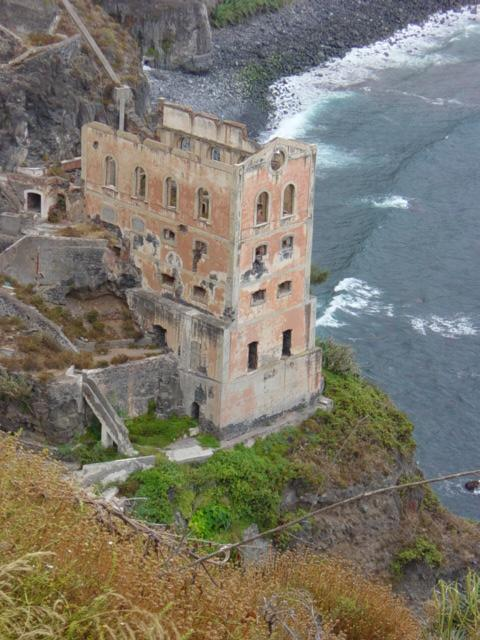
Elevador de aguas de La Gordejuela
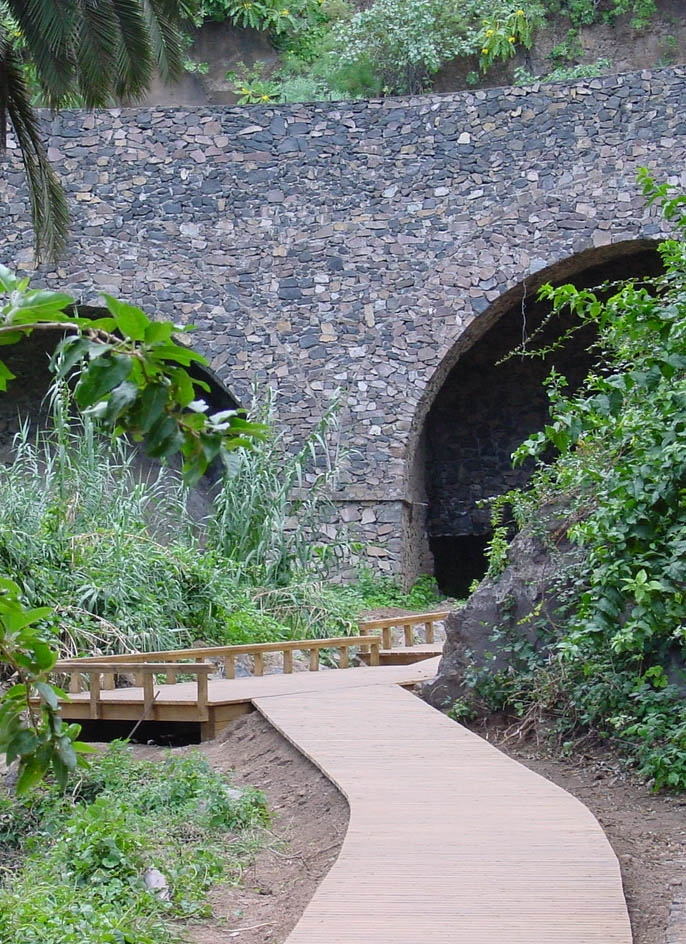
Sendero en la Rambla de Castro
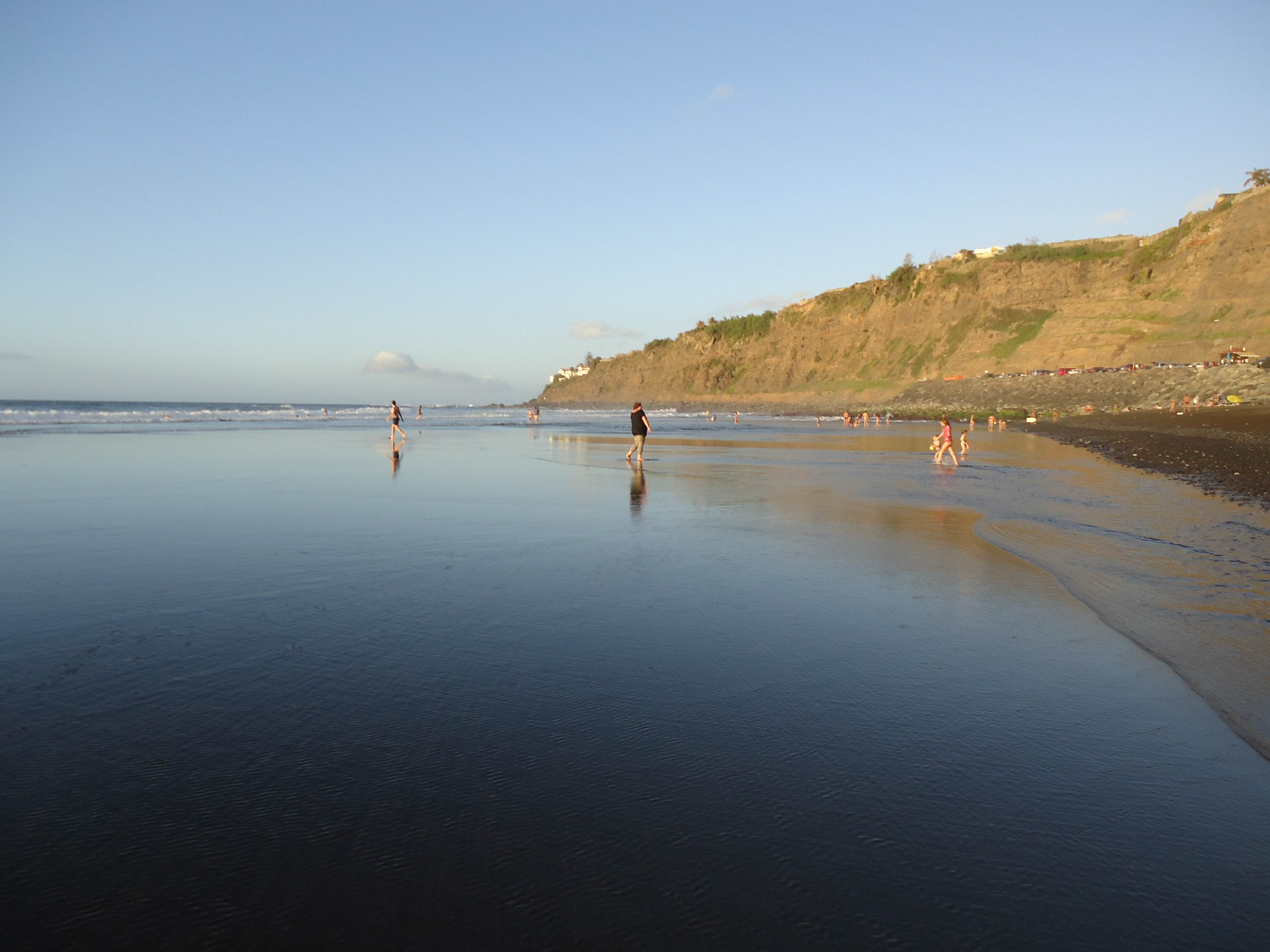
Playa del Socorro
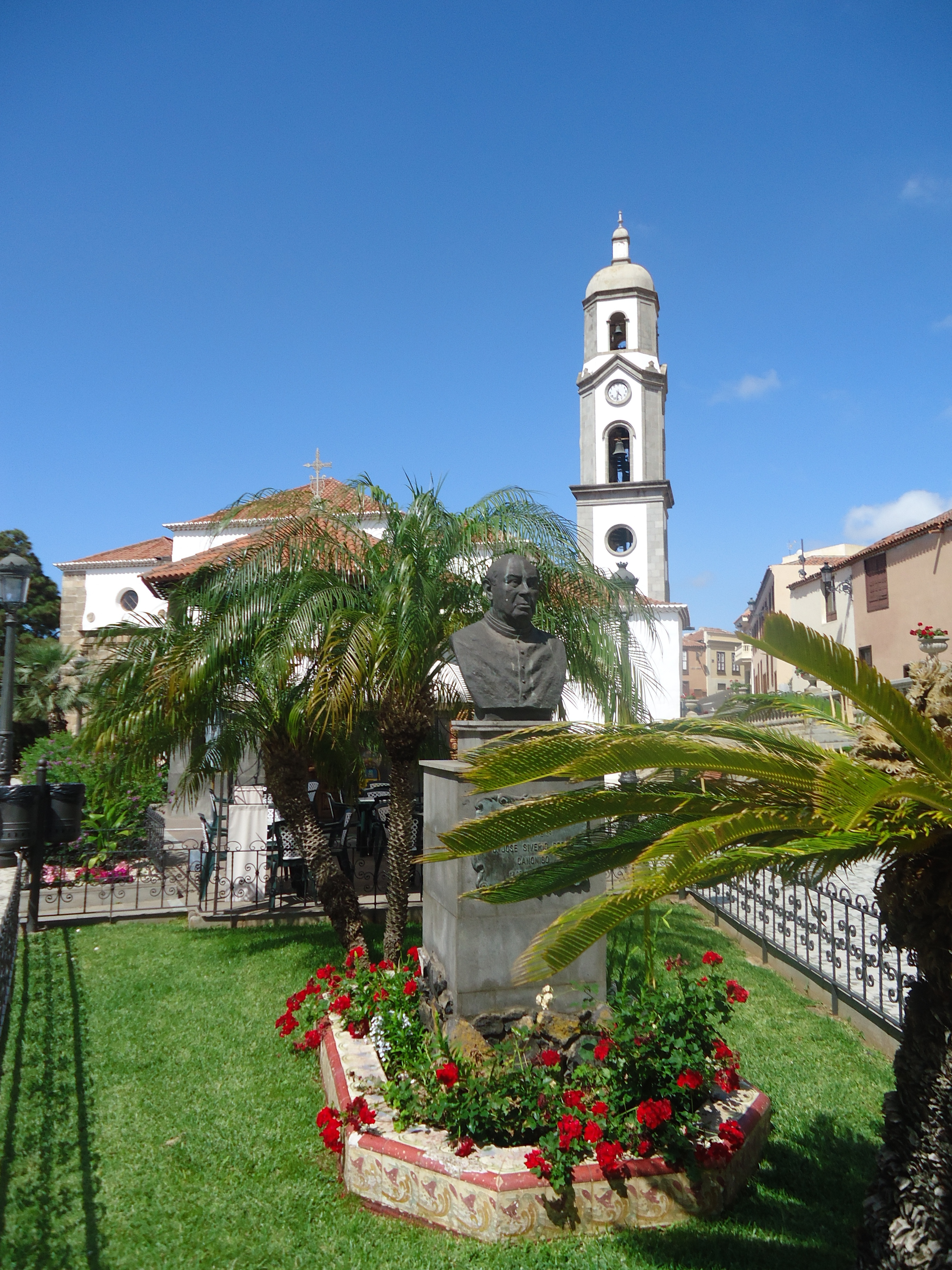
Plaza Realejo Bajo
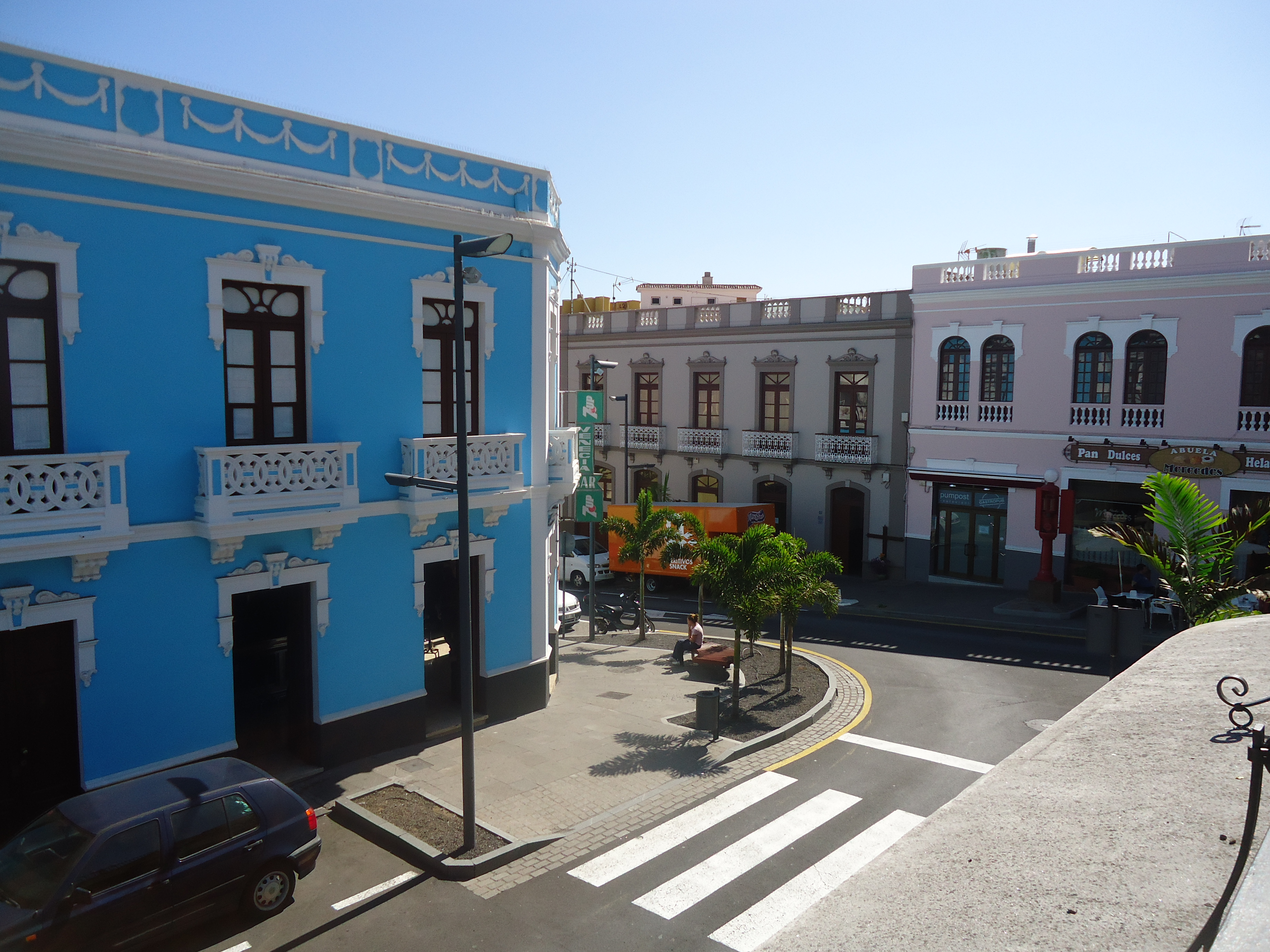
Casas en San Agustín
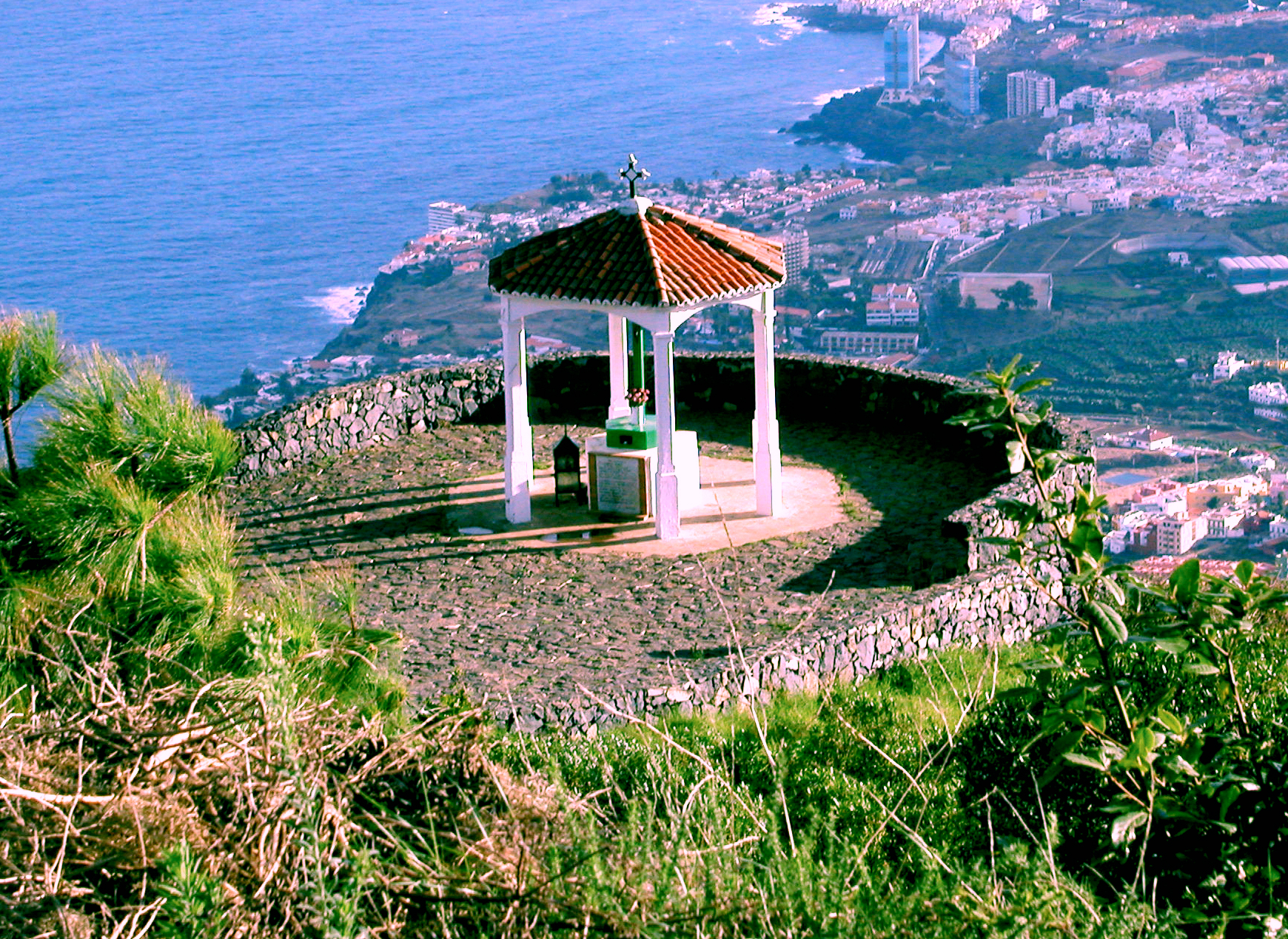
Mirador de la Corona
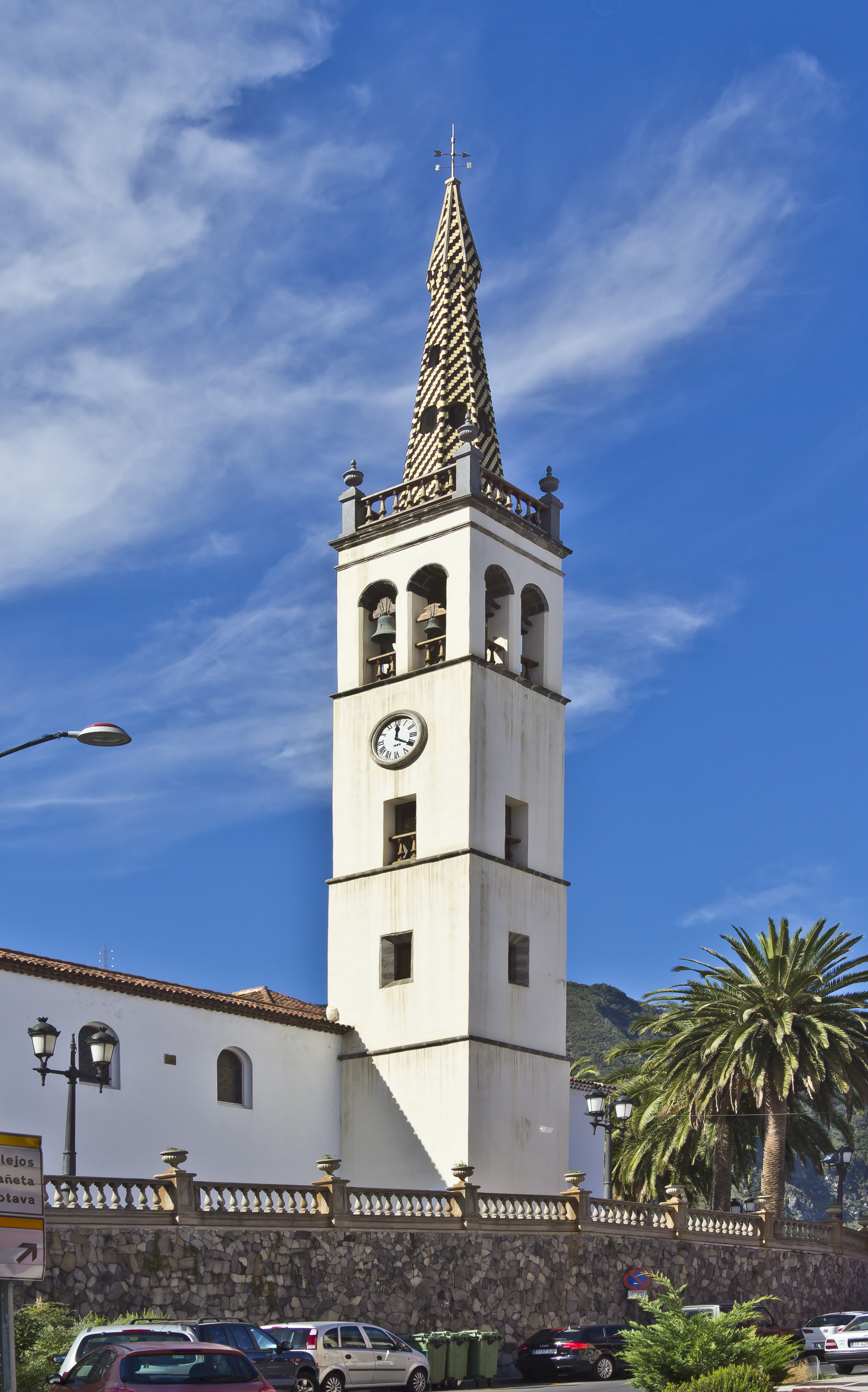
Realejo Alto
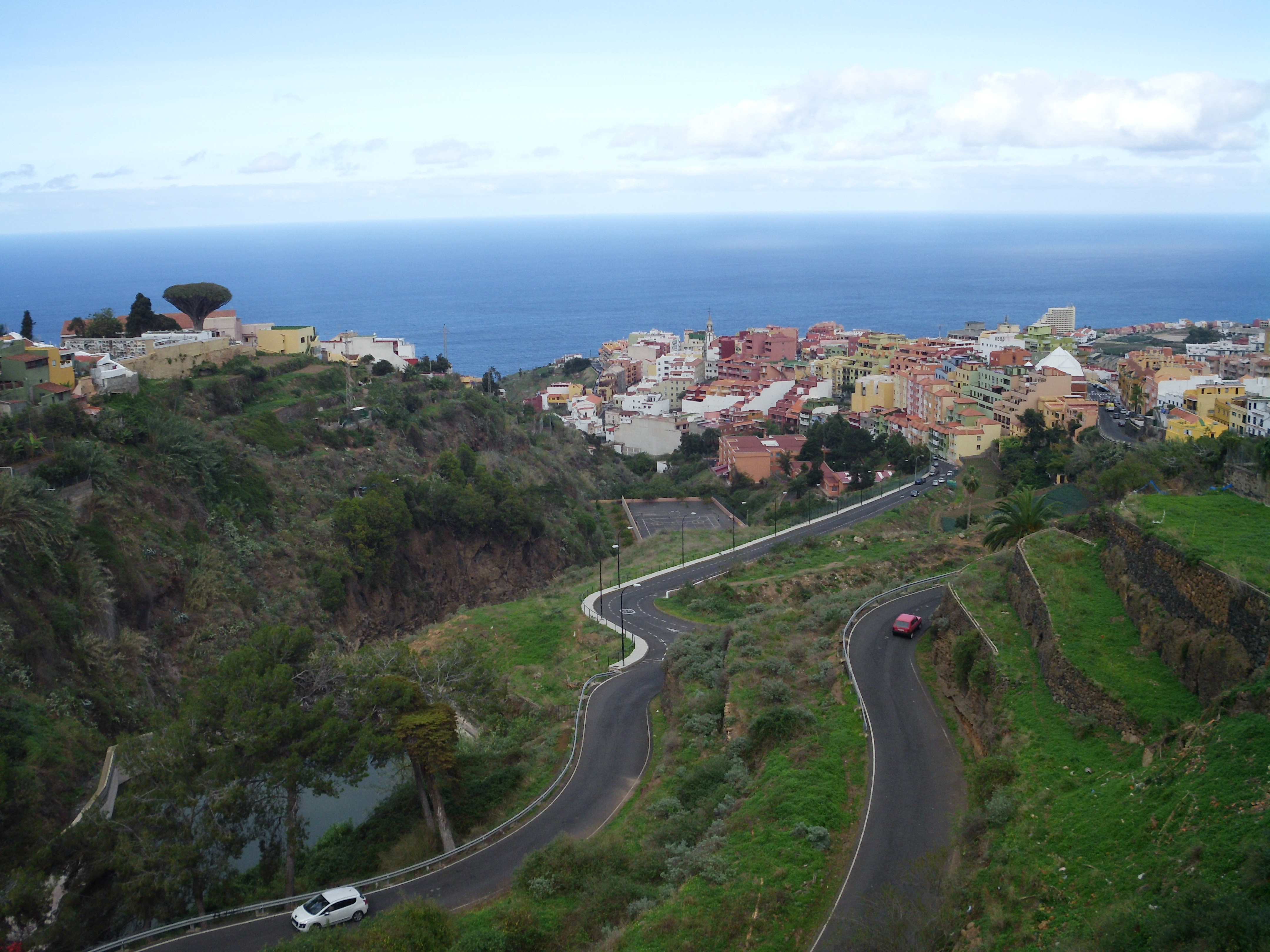
San Agustín desde el Realejo Alto

### Fiestas

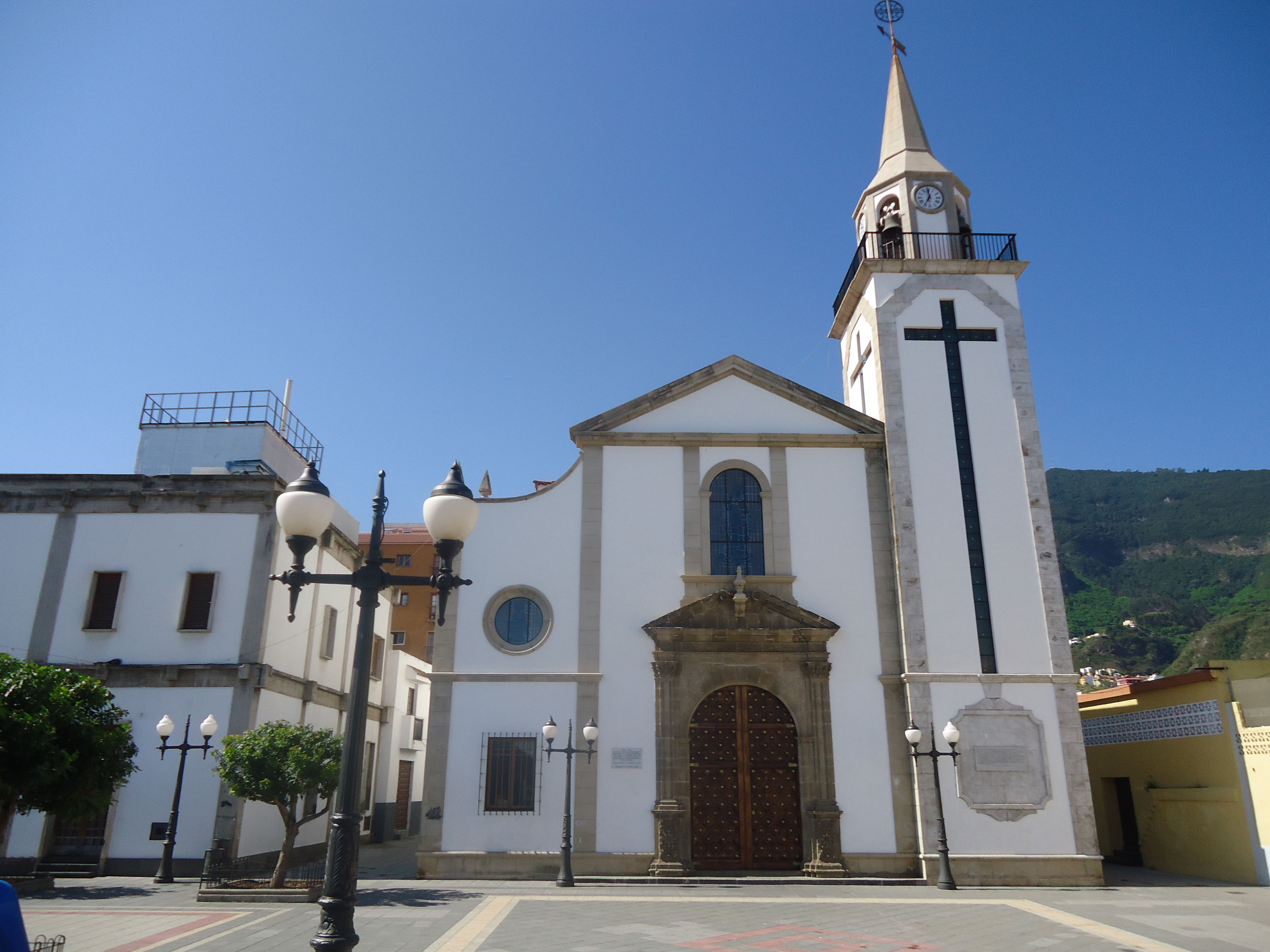
Santuario de Ntra. Sra. del Carmen en San Agustín, patrona del valle de la Orotava y alcaldesa perpetua de la Villa de Los Realejos

El municipio de Los Realejos cuenta con casi un centenar de fiestas al año, lo que lo convierte en el pueblo con más fiestas de España, siendo días festivos locales el 22 de enero festividad de San Vicente y el 3 de mayo exaltación de la Santa Cruz.
Algunas de las fiestas más destacadas son:
- San Vicente Mártir: copatrono de la Villa junto con Santiago Apóstol, y patrono del extinto municipio de Realejo Bajo, se celebra el 22 de enero.
- Carnavales: en los que cabe destacar a siete grupos típicos de estas fiestas que son las murgas: Trapaseros, Archicuerpos, Irónicos, Picaronas, Trapaseritos, Archicuerpitos y Menudos Irónicos.
- Semana Santa: destacando entre la imaginería que en esos días saca la imagen de El Nazareno (Los Realejos) en procesión.

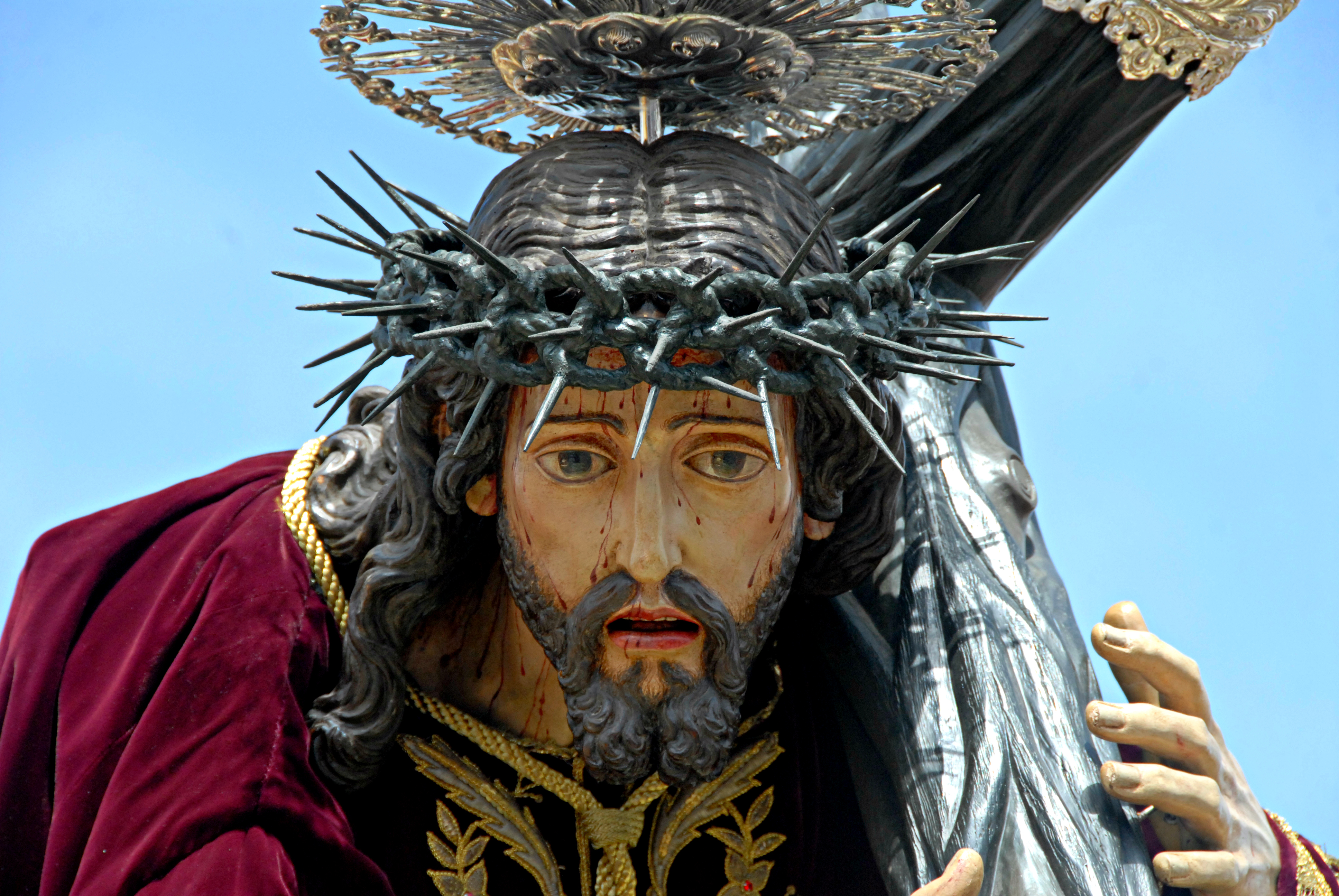
Nazareno de Los Realejos (1637). Martín de Andújar Cantos

- Fiestas de la Cruz (3 de mayo): declarada Fiesta de Interés Turístico de Canarias. El día 2 de mayo se enraman las cruces en Los Realejos, especialmente en el barrio de La Cruz Santa. Por la noche del día siguiente, en el Realejo Alto, las calles del Medio y del Sol compiten entre sí con un espectáculo de fuegos artificiales durante la procesión de La Cruz, dando origen a una de las mayores exhibiciones pirotécnica de Europa. Esta festividad en honor a la Santa Cruz se remonta a los años siguientes a la fundación del municipio a finales del siglo XV y principios del XVI, en la que el obispo de Diego de Muros ordena y promueve la celebración de la Exaltación de la Santa Cruz cada 3 de mayo. Además, la fundación del convento franciscano de Santa Lucía (siglo XVII) en el Realejo Alto favorece e impulsa esta festividad por la gran actividad evangelizadora los franciscanos y por la costumbre de los frailes de colocar en los caminos cruces de madera.[41]
- Romería Regional de San Isidro Labrador y Santa María de La Cabeza (último domingo de mayo): dentro de las fiestas de mayo, que en Los Realejos se celebran en honor a La Santa Cruz, San Isidro Labrador, Santa María de la Cabeza y Lunes de Remedios lunes siguiente a la Romería, coincidiendo con el último domingo del mes de mayo, tiene lugar la Romería de San Isidro Labrador, fiesta declarada de Interés Turístico Nacional. En ella, la población luce los trajes típicos y tradicionales de la isla, con los que hace alarde de la tradición folclórica de Los Realejos, y acompañan a las imágenes de San Isidro Labrador y Santa María de la Cabeza. Esta romería viene celebrándose ininterrumpidamente desde el año 1676, en el que se entroniza a la imagen de San Isidro Labrador en el altar mayor de la iglesia de Santiago Apóstol, relegando a un segundo plano la imagen de San Benito Abad, con la que anteriormente también se celebraba una romería. Así, la imagen de San Isidro Labrador de Los Realejos constituye la representación iconográfica más antigua de este santo que se conserva en Canarias, y su romería en la más antigua en honor a él en la isla.
- Corpus Christi: celebrado en todas las iglesias del municipio, donde cabe destacar los tapices confeccionados en el casco histórico del Realejo Bajo y La Cruz Santa, así como en el Realejo Alto, y los arcos adornados con escenas bíblicas y eucarísticas en la localidad de Toscal - Longuera.
- San Pedro Apóstol: en la que cabe destacar los adornos con primorosos arcos de frutos a la entrada de su ermita. Se celebra el 29 de junio.
- Nuestra Señora del Carmen: en honor a la Alcaldesa Perpetua del municipio y Patrona del Valle de La Orotava (durante todo el mes julio).
- Santiago Apóstol: copatrono de la Villa junto con San Vicente, y patrono del extinto municipio de Realejo Alto, se celebra el 25 de julio.
- Nuestra Señora del Rosario (a principios o mediados de octubre)
- Nuestra Señora de los Afligidos (a finales de agosto)
- Inmaculada Concepción (diciembre): en la que destaca el día 5, la bajada de la virgen del altar, por un sistema de railes.
- Romería de San António abad: en torno a la segunda semana de enero, barrio de Tigaiga.
- San Sebastián Mártir: hacia la penúltima semana de enero, Realejo Bajo.
- Santa Cruz del Peral: 2 de mayo. Gonídez-Calle Viera y Clavijo.
- Santa Cruz del Pico, La Montañeta del Fraile, La Montañeta: 3 de mayo.
- Santa Cruz de La Calle del Medio: 3 de mayo (exhibición pirotécnica).
- Santa Cruz de La Calle del Sol: 3 de mayo (exhibición pirotécnica).
- Santa Cruz del Castaño: 3 de mayo,Cruz del Castaño
- Santa Cruz de La Carrera: en torno a la segunda semana de mayo, La Carrera.
- Santa Cruz de La Higuerita: último domingo de junio, La Higuerita.
- San António de Padua: segunda semana de junio, Palo Blanco.
- Santa Cruz de La Sombrera y San Juan Bautista: en torno al 24 de junio.
- Santa Cruz de La Corona y San Juan Bautista: hacia al 24 de junio. Paraje natural de La Corona.
- Santa Cruz de Las Toscas de Romero y Santa Marta: días en torno al 29 de julio.
- Nuestra Señora de Palo Blanco (Bajo la advocación de Los Dolores): primer domingo de agosto, Palo Blanco.
- San Cayetano: 7 de agosto, primera semana de agosto, barrio de La Montañeta.
- Ntra. Sra. de Candelaria: día 15 de agosto, La Piñera.
- Ntra. Sra. de Las Nieves: hacia la segunda semana de agosto, La Zamora-Grimona.
- Virgen Milagrosa: tercer domingo de agosto, Camino Atravesado-La Ferruja.
- Ntra. Sra. del Buen Viaje: último domingo de agosto, Icod el Alto.
- Santa Cruz del Jardín: última semana de agosto, barrio del Jardín.
- Santa Cruz del Mocán: primer domingo de septiembre, barrio del Mocán.
- San Antonio Abad y Santa María de la Cruz : primer domingo de septiembre, Las Llanadas-Cruz del Castaño.
- Santa Cruz y Ntra. Sra. de Los Remedios: segundo domingo de septiembre. El Horno.
- Inmaculada Concepción: primer domingo de septiembre, Tigaiga.
- Santa Cruz y Nuestra Señora de Los Remedios: segundo domingo de septiembre, El Horno.
- Ntra. Sra. de Guadalupe: en torno a la segunda semana de septiembre, 12 de diciembre. barrio Toscal-Longuera.
- Ntra. Sra. de Las Mercedes: día 24 de septiembre, La Cruz Santa.
- San Francisco de Asís: primera semana de octubre, barriada de San Francisco(Realejo Bajo).
- San Martín de Porres: día 3 de noviembre y fin de semana posterior, La Romera y Placeres.

### Deporte
El parapente es uno de los deportes que se realizan en el municipio. A principios de mayo, coincidiendo con la celebración del Festival Internacional de Parapente de Los Realejos, FLYPA, los mejores pilotos del mundo de parapente, paramotor, paracaidismo y salto base aterrizan sobre la playa de El Socorro congregando a miles de personas cada día.
En Los Realejos se encuentra el mayor escalón orográfico al que un caminante puede enfrentarse en una cumbre española. Se trata de La Ruta 0-4-0, que parte de la playa del Socorro y, tras cruzar varios barrios del municipio y adentrarse en el parque nacional, finaliza en el mismo pico del Teide. Esta ruta posee casi 4 kilómetros de vertical desde el nivel del mar y 7 desde su base marina, con cerca de 7.600 metros de desniveles acumulados en subida y bajada sobre unos 58 kilómetros de montañoso recorrido.
En la playa de El Socorro se celebran anualmente varios campeonatos de surf y bodyboard en sus diferentes categorías. Julio, agosto y septiembre son habitualmente los meses elegidos para estas competiciones de carácter nacional, europeo o mundial. Entre ellas, destacan el campeonato de Canarias, la prueba O'Neill y la prueba del mundial de surf «La Santa Pro Junior», que tienen lugar cada año en Los Realejos.
Para los amantes de la pesca deportiva y del submarinismo, la zona de las piscinas naturales del Guindaste, El Ingenio y Los Roques son propicias para la práctica de estos deportes, que además cuentan con un gran número de adeptos.
Deportistas destacados
- Pedro Mario Álvarez Abrante, futbolista del FK Bakú.
- Ricardo León Brito, futbolista del Club Deportivo Tenerife.
- Iván Rodríguez Ramallo, atleta ocho veces campeón de España del Club Atletismo Tenerife CajaCanarias.
- Yeray González Luis, futbolista del Club Deportivo Tenerife.

### Religión
La población creyente del municipio profesa mayoritariamente la religión católica, estando repartida la feligresía en diez parroquias pertenecientes al arciprestazgo de La Orotava de la diócesis de Tenerife:
- Parroquia matriz de Santiago Apóstol, en Realejo Alto
- Parroquia de Nuestra Señora de Guadalupe, en el Toscal - Longuera
- Parroquia de Ntra. Sra. de la Concepción, en Realejo Bajo
- Parroquia de Ntra. Sra. de las Nieves, en La Grimona
- Parroquia de Ntra. Sra. de los Dolores, en Palo Blanco
- Parroquia de Ntra. Sra. del Buen Viaje, en Icod el Alto
- Parroquia de Ntra. Sra. del Carmen, en San Agustín
- Parroquia de San Cayetano, en La Montañeta
- Parroquia de San Joaquín y Santa Ana, en El Jardín
- Parroquia de la Santa Cruz, en La Cruz Santa

29 de Noviembre:
En los Realejos es 29 de noviembre se suele correr un cacharro hecho por latas en signo a San Andrés 

## Localidades hermanadas
- Cabaiguán, Cuba (1992)
- El Realejo de Granada, España (9 de octubre de 1992)